# Concordia (Ede)
De Concordia is een korenmolen in de Nederlandse plaats Ede (provincie Gelderland).

## Geschiedenis
De molen werd in 1865 gebouwd op ongeveer dezelfde plaats waar een in dat jaar gesloopte standerdmolen had gestaan. Al in 1607 moet hier een molen gestaan hebben. De molen werd tegen de bestaande rosmolen gebouwd, waarvan de contouren nog te zien zijn op de molenromp. Het dak van de rosmolen werd later verhoogd. Het rosmolenwiel van deze rosmolen lag op de hooizolder van de hallehuisschuur en ligt nu in de molen. In 1911 werd aan de noordwestzijde de maalschuur gebouwd. Hierin werd een door een dieselmotor aangedreven maalstoel geplaatst.

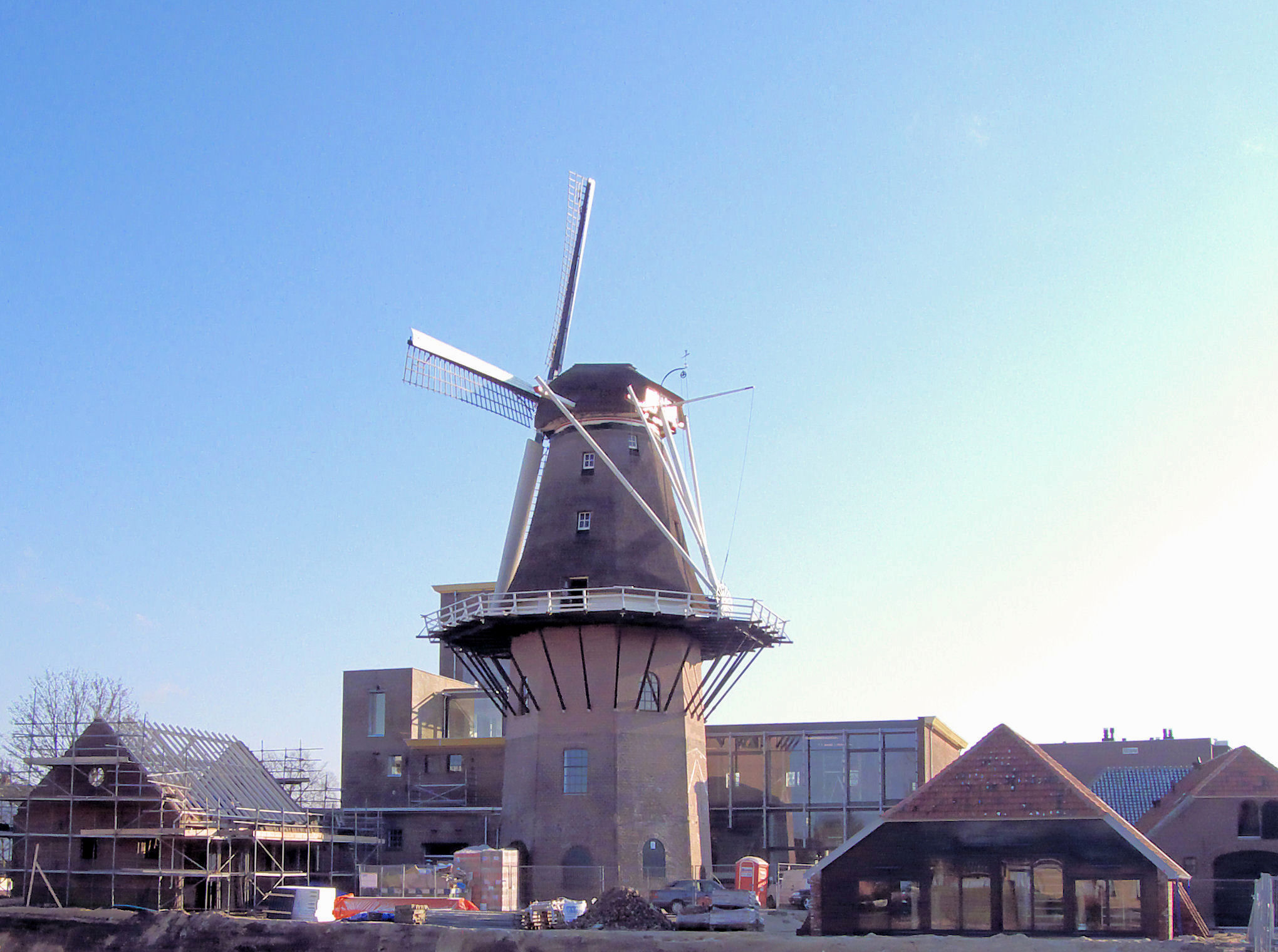
links de maalschuur nog met open dak.

De molen staat vlak bij het centrum van Ede op de hoek van de Telefoonweg en Molenstraat, vroeger de Muelsteeg geheten. Het huidige adres van de molen is Telefoonweg 34. Mogelijk is de molen op deze plek niet nieuw gebouwd, maar is hij afkomstig uit een andere plaats. Onderzoek hiernaar heeft nog geen concreet resultaat opgeleverd. Het is een stellingmolen met een rietgedekte houten achtkant voor het malen van graan. De molen had drie koppels maalstenen, waarvan de steenspillen en molenstenen bewaard zijn gebleven. Ook heeft de molen in de crisisjaren olie geslagen, zowel lijnolie als koolzaadolie. De molen heeft nu na de restauratie twee maalkoppels met blauwe molenstenen, waarvan er één een regulateur heeft.
In 1889 werd voor het malen naast de molen een stoommachine geplaatst, die later werd vervangen door een dieselmotor van de fabrikant Thomassen.
In 1868 werd de familie Van de Craats eigenaar van de molen, die tot januari 1999 eigenaar bleef. Daarna kwam de molen in handen van de gemeente Ede. In 1962 werden de wieken van de molen gehaald en werd in dat jaar de hoge graansilo gebouwd. Ook de stelling verdween. De molen stond ingebouwd door silo's van het nu gesloten veevoederbedrijf en verkeerde in een zeer slechte toestand door verwaarlozing van de rieten kap.

## Behoud
Op 30 augustus 2005 werd in een persbericht van de gemeente Ede het plan voor het behoud van de molen, de molenaarswoning, de maalderij, de molenombouw en de daarbij behorende schuur bekendgemaakt. Daarnaast zouden op het terrein 33 appartementen met een ondergrondse parkeergarage en 28 eengezinswoningen worden gebouwd.
De Nationale Maatschappij tot Behoud, Ontwikkeling en Exploitatie van Industrieel Erfgoed (BOEi) werd om advies gevraagd en stelde voor om naast de molenombouw van 1937 ook een gedeelte van de molenombouw uit 1955 te handhaven. Het oudste deel van de molenombouw kan mogelijk de bestemming museum/kantoren krijgen, terwijl het gedeelte uit 1955 gebruikt zou kunnen worden als woningen of kantoren. De Stichting Vrienden van de Gelderse Molen heeft de onderdelen van de molen laten restaureren door molenmakersbedrijf Endendijk, tijdens de restauratie overgenomen door Berkhof beiden uit Zwartebroek.
Nadat het houten achtkant geruime tijd in plastic ingepakt om verder verval tegen te gaan naast de molen heeft gestaan, is het plastic verwijderd en bleek deze te ver verrot te zijn. Het achtkant zal daarom grotendeels vernieuwd worden en de wieken en gietijzeren bovenas zullen opnieuw gemaakt worden. In maart 2007 werd begonnen met het ophogen van de stenen onderbouw met 4,75 m., hetgeen eind mei 2007 voltooid was. Voor het verkrijgen van voldoende windvang is het ophogen noodzakelijk geworden, doordat er op het terrein naast de molen later appartementen gebouwd zijn.
De houten achtkant is hersteld met lariks en de nieuwe stelling evenals het potdekselwerk bestaat uit bilinga. Een van de oude korbelen in de houten achtkant heeft de inscripties EDE en RVDP (Rob van de Pol). Rob van de Pol is waarschijnlijk molenaar op de molen geweest en was waarschijnlijk familie van Evert van de Pol die in 1888 in Appel bij Nijkerk de molen De Hoop liet bouwen. Op 20 november 2007 werd de houten achtkant op de stenen molenromp geplaatst en op 13 maart 2008 de kap op de molen. Door de te sterke wind werd het steken van de roeden uitgesteld tot 27 maart 2008.

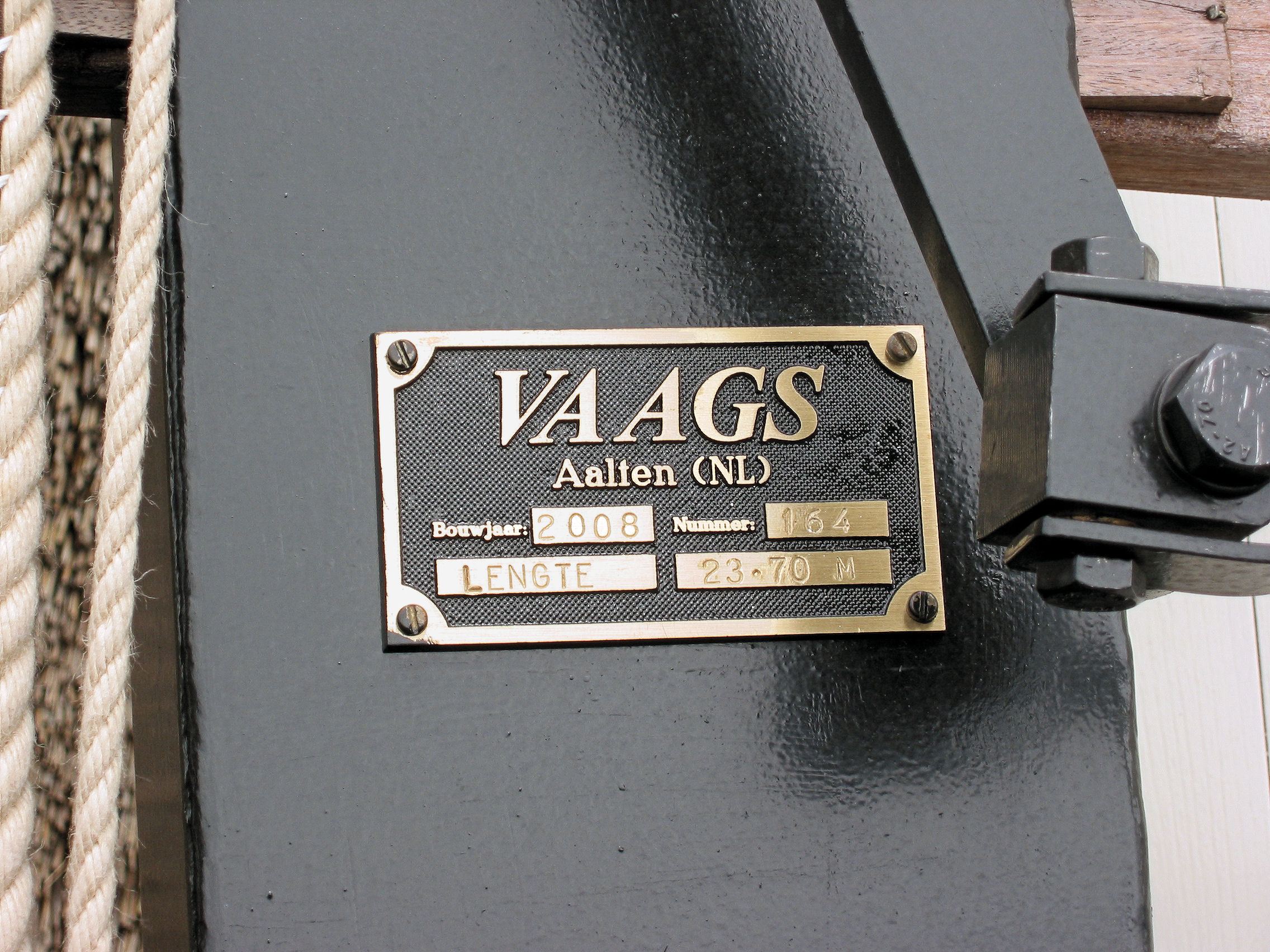
Buitenroede met plaatje

De roeden zijn gemaakt door het molenmakersbedrijf Vaags en opgehekt met heklatten, middenzomen en achterzoom van angelina (angelim vermelho) (Dinizia exelsa). De wieken hebben nu in tegenstelling tot de vroegere wieken fokken met remkleppen op alle vier de wieken. De binnenroede is 23,55 m lang en de buitenroede 23,70 m.
De molen heeft een Vlaamse vang, bestaande uit vijf stukken en wordt bediend met een vangstok. De vangbalk ligt op een haak. Voor het luien (ophijsen) is er een kammenluiwerk met de luibonkelaar vlak onder de bonkelaar. Om het oude bovenwiel zitten voor het vangen belegstukken. Het bovenwiel drijft de oude bonkelaar aan. De kammen van beide wielen zijn echter nieuw, bovenwielkammen van steenbeuk en bonkelaarkammen van acaciahout. De oude bovenas is van 1877 met nummer 1089 en is gemaakt door de ijzergieterij de Prins van Oranje. Deze bovenas is vervangen door een nieuwe, nodulair gietijzeren, doorboorde as van IJzergieterij Geraedts. De doorboring is nodig voor de bediening van de remkleppen van de nieuwe fokwieken. De ketting voor de bediening van de remkleppen hangt aan de davit, die vastzit aan het achterkeuvelens van de kap. De oorspronkelijk halsteen werd vervangen door een nieuwe, omdat de hals van de bovenas tijdens het draaien te heet werd. Nadat de halssteen enkele keren brak waarschijnlijk door het werken van de nieuwe kap werd er in augustus 2011 een pokhouten lager onder de hals gelegd. Het pokhouten lager heeft eerder dienstgedaan op de Walderveense molen. Ook bij dit lager liep de as te heet. Nu zit er een kunststoflager van celeron onder de hals van de bovenas. De kap werd gekruid met een kruiwiel en rondgaande ketting. Het kruiwerk bestond uit ijzeren rollen in houten rollenwagens, maar bestaat nu uit een Engels kruiwerk met 36 ijzeren rollen.
De iepen steenrondsels hebben staven van bolletrie (paardenvleeshout) (Manilkara spec.).

## Overbrengingen

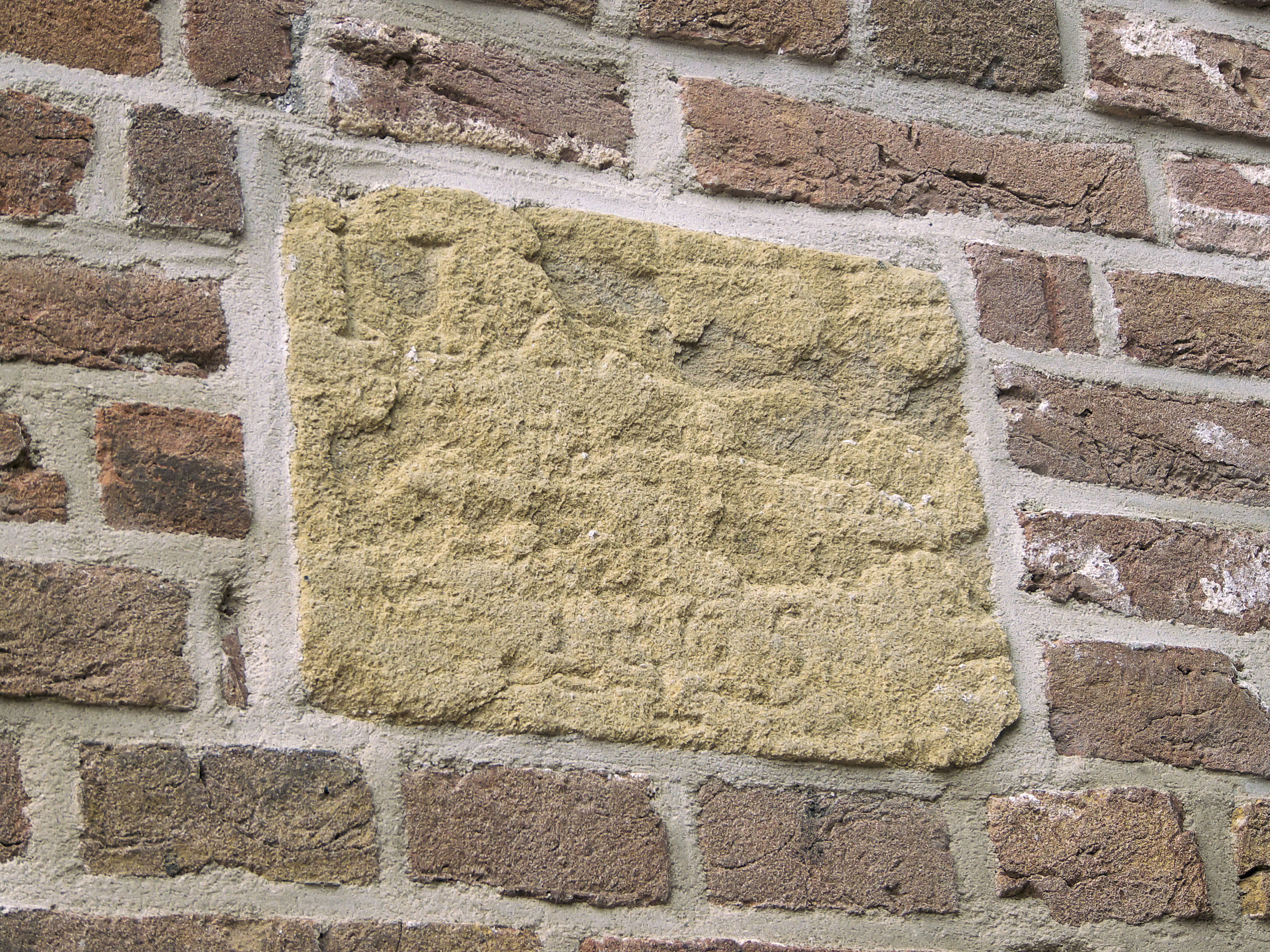
Gevelsteen met bouwjaar van de molen in 1865

- De overbrengingsverhouding is 1:7,84 voor het ene koppel en 1:6,45 voor het andere koppel maalstenen.
- Het bovenwiel heeft 61 kammen en de bovenbonkelaar 30. De koningsspil draait hierdoor 2,03 keer sneller dan de bovenas. De steek, de afstand tussen de staven, is 12,5 cm.
- Het spoorwiel heeft 108 kammen en het ene steenrondsel 28 staven en het andere 34. Het ene steenrondsel draait hierdoor 3,86 keer sneller dan de koningsspil en 7,84 keer sneller dan de bovenas. Het andere steenrondsel draait hierdoor 3,18 keer sneller dan de koningsspil en 6,45 keer sneller dan de bovenas. De steek is in beide gevallen 9 cm.

### Eigenaren

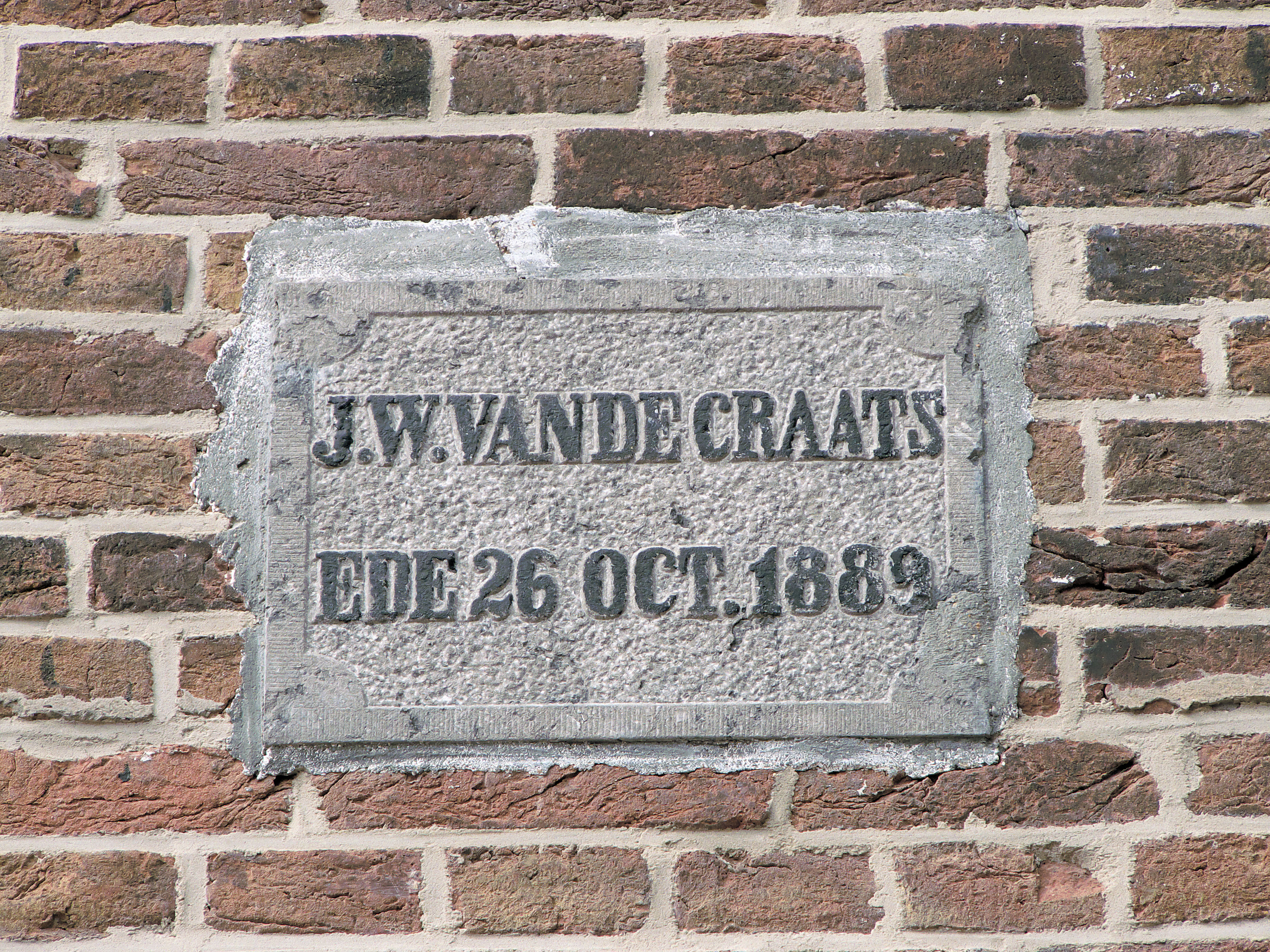
Gevelsteen met bouwjaar van het ketelhuis voor de stoommachine.

- 1865 - 1868: Mej. J. van Veldhuizen
- 1868 - 1884: C. van de Craats Jansz.
- 1884 - 1889: J.D. van de Craats
- 1889 - 1904: J.W. van de Craats
- 1904 - 1946: H. van de Craats
- 1946 - 1950: J.W. van de Craats en H. van de Craats
- 1950 - 1999: Fa. van de Craats C.V.
- 1999 - 2007: gemeente Ede
- 2007 - 2009: Stichting Vrienden van de Gelderse Molen
- 2009 - heden: gemeente Ede

## Openingstijden
De molen is op maandag en zaterdag van 10:00 tot 16:00 uur te bezoeken.

## Fotogalerij van de restauratie

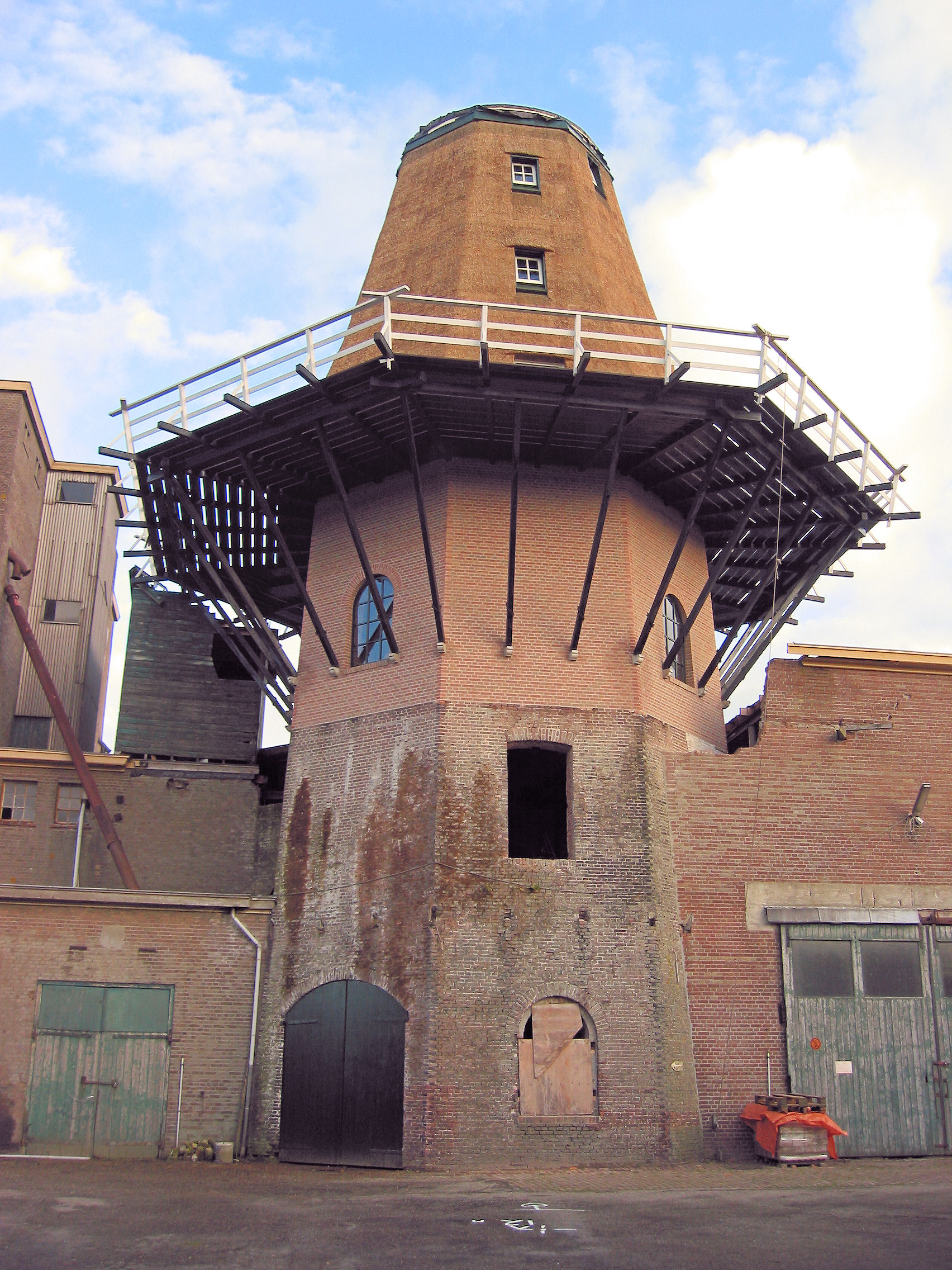
Nog zonder kap
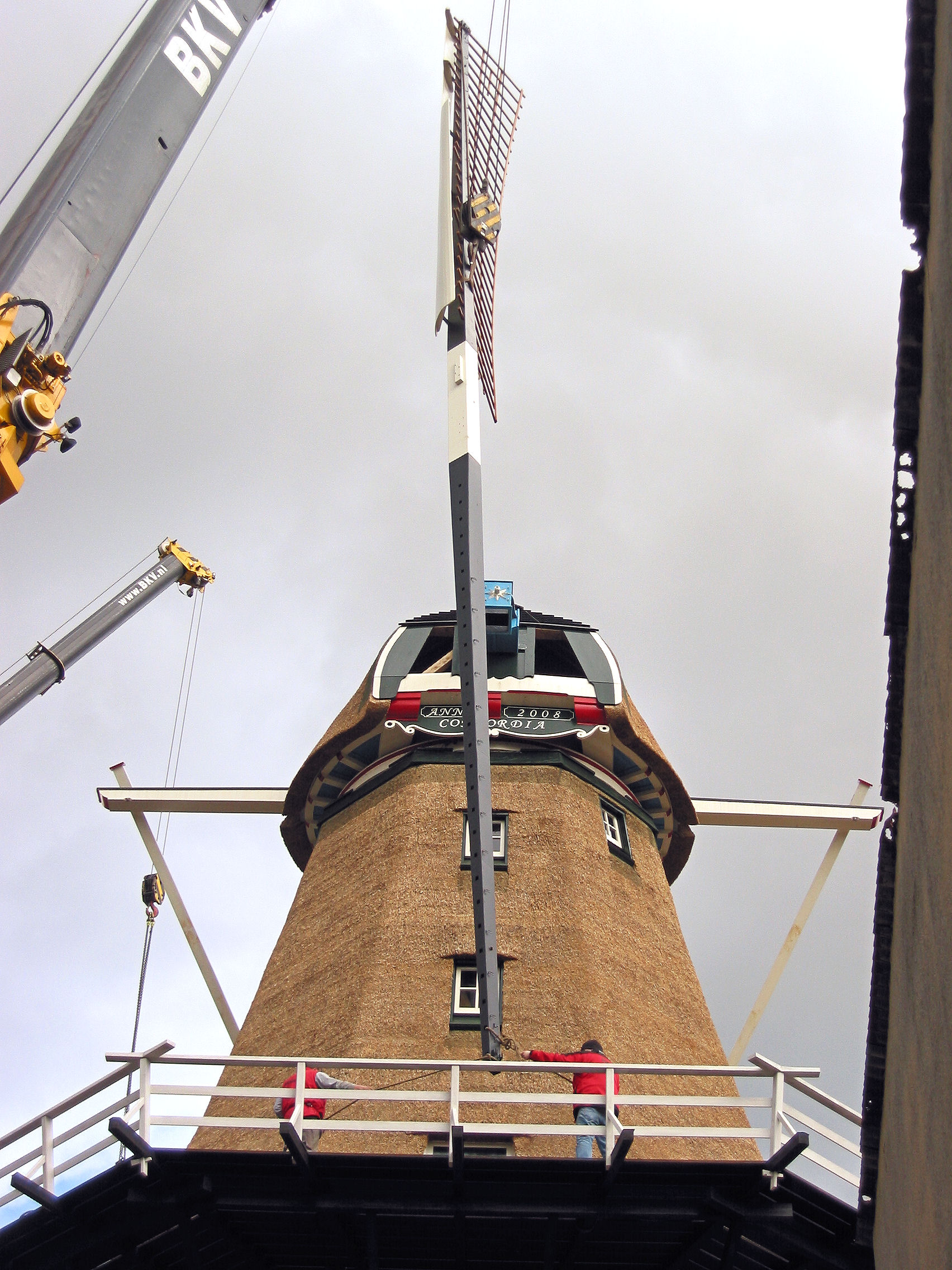
Roe steken
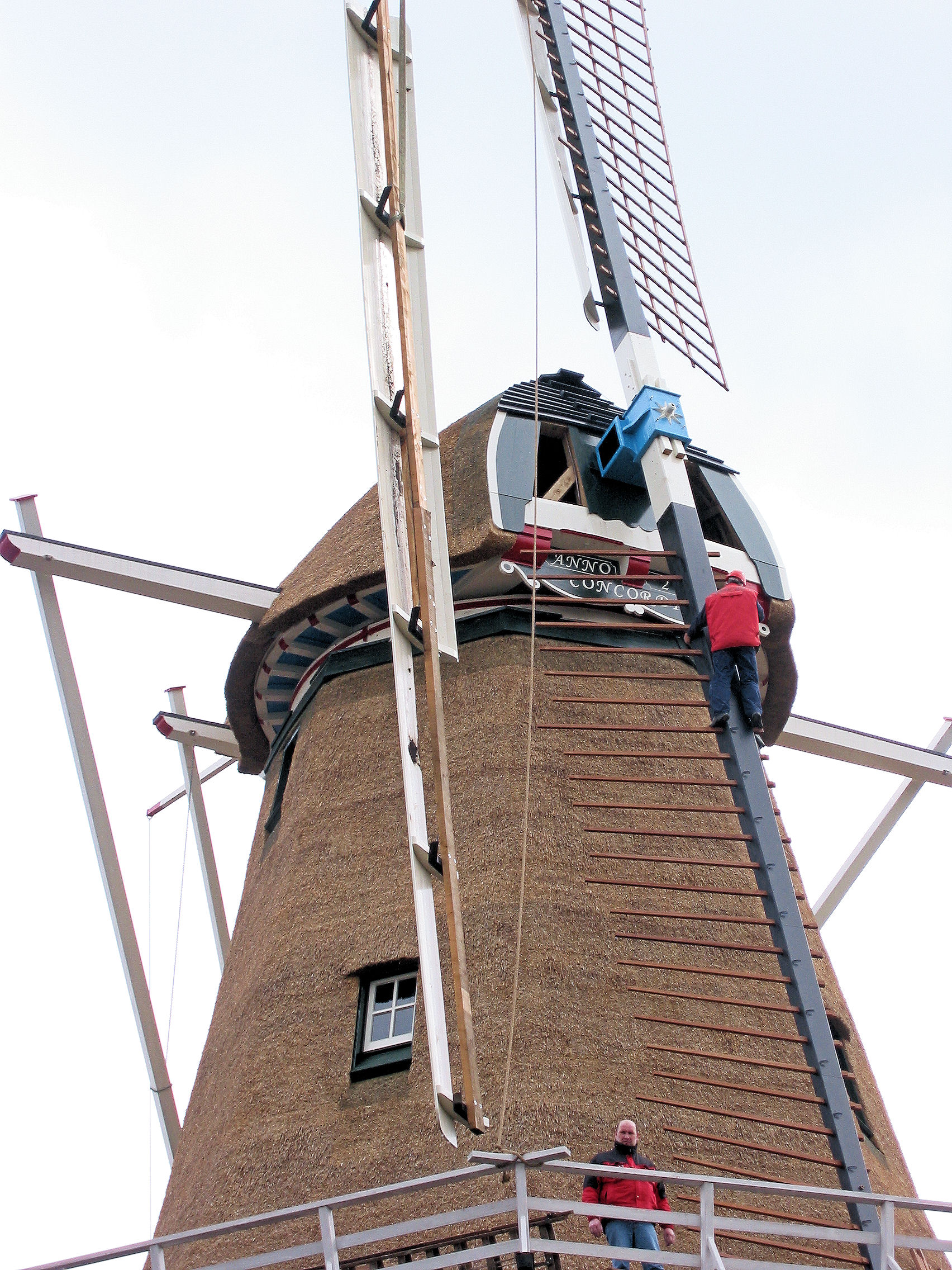
Plaatsen fok
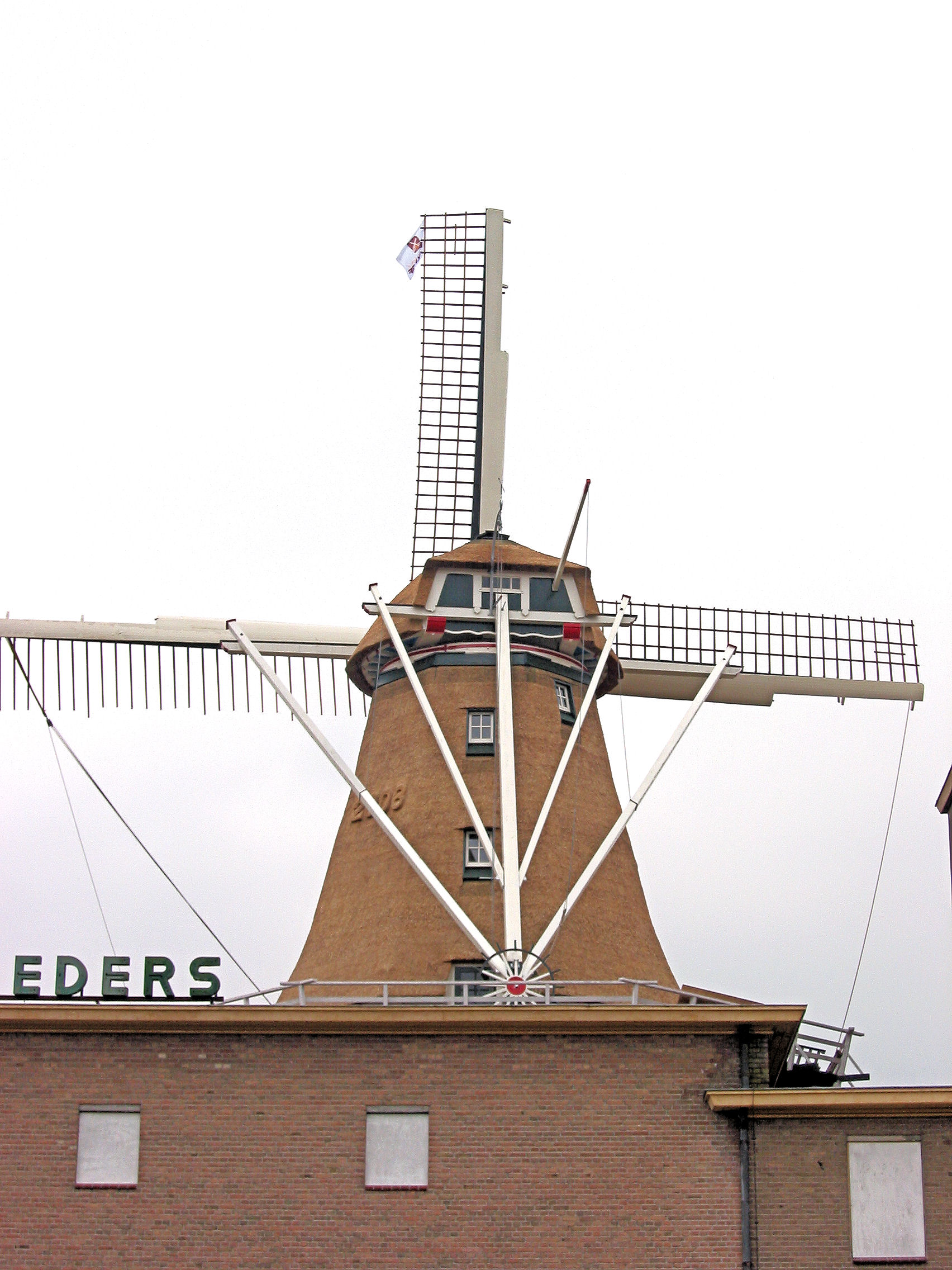
Nu met wieken (27 maart 2008)
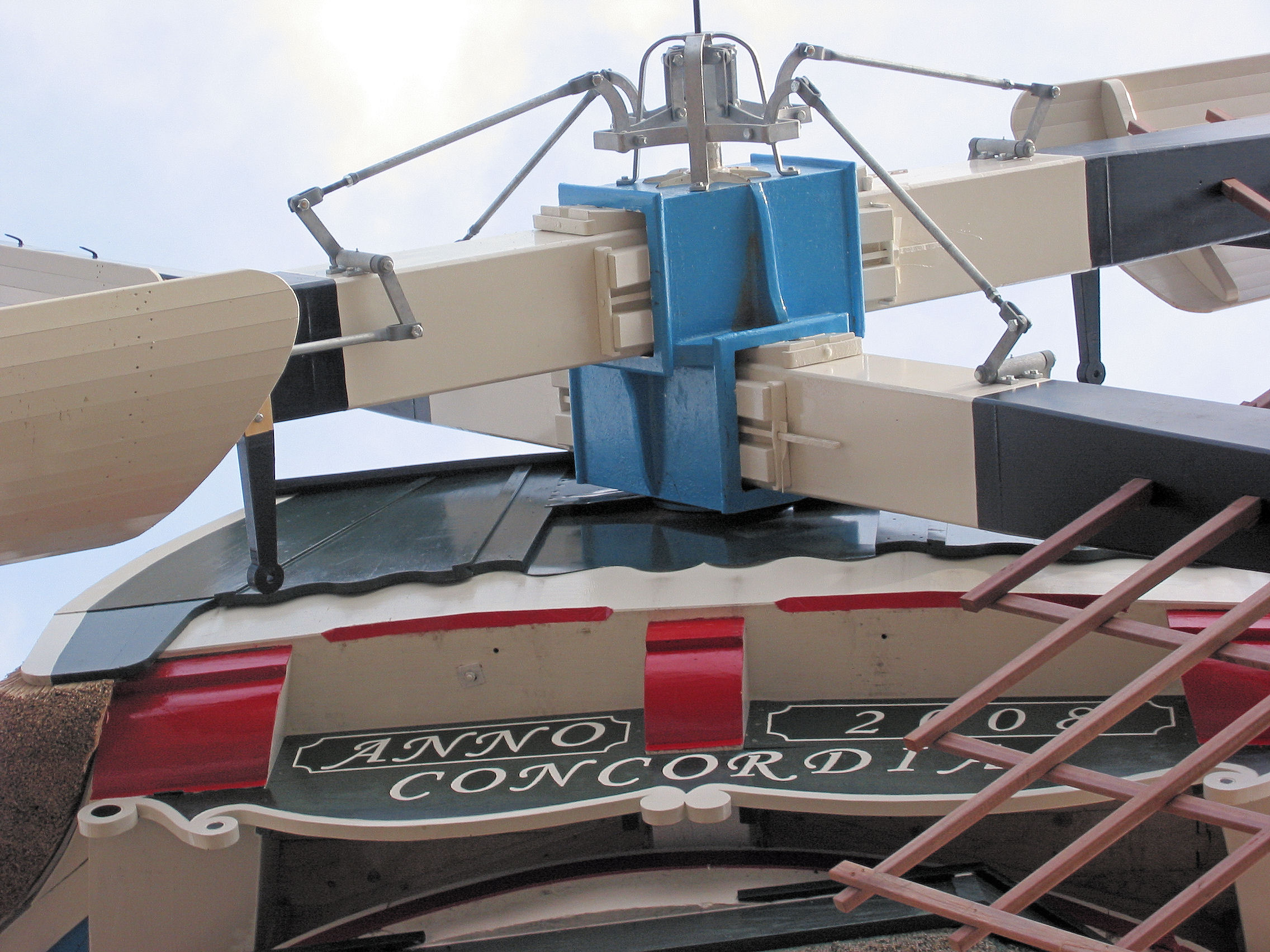
Askop met spin
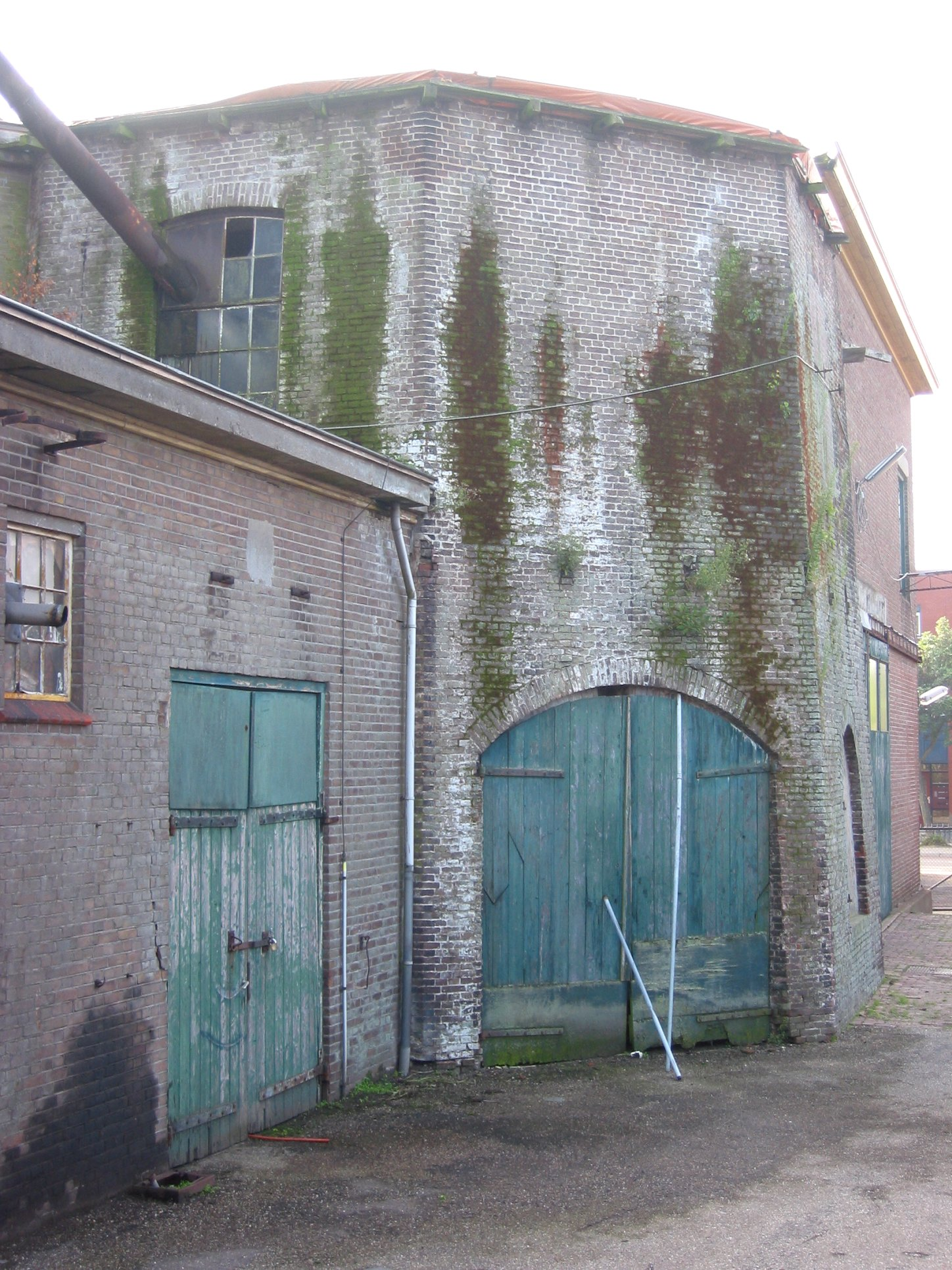
Stenen onderbouw van de Concordia molen (augustus 2006)
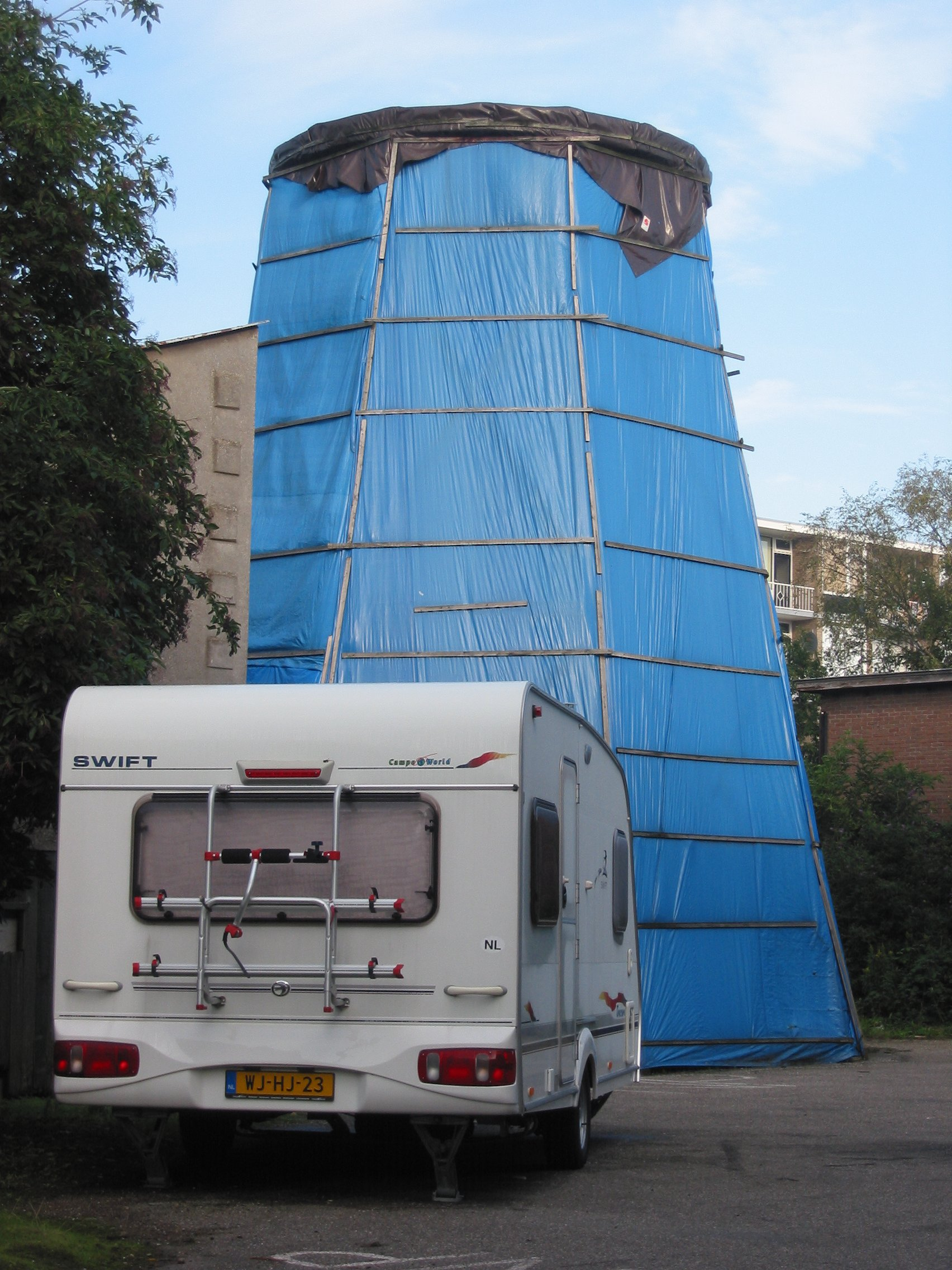
Ingepakte houten achtkant van de Concordia molen (augustus 2006)
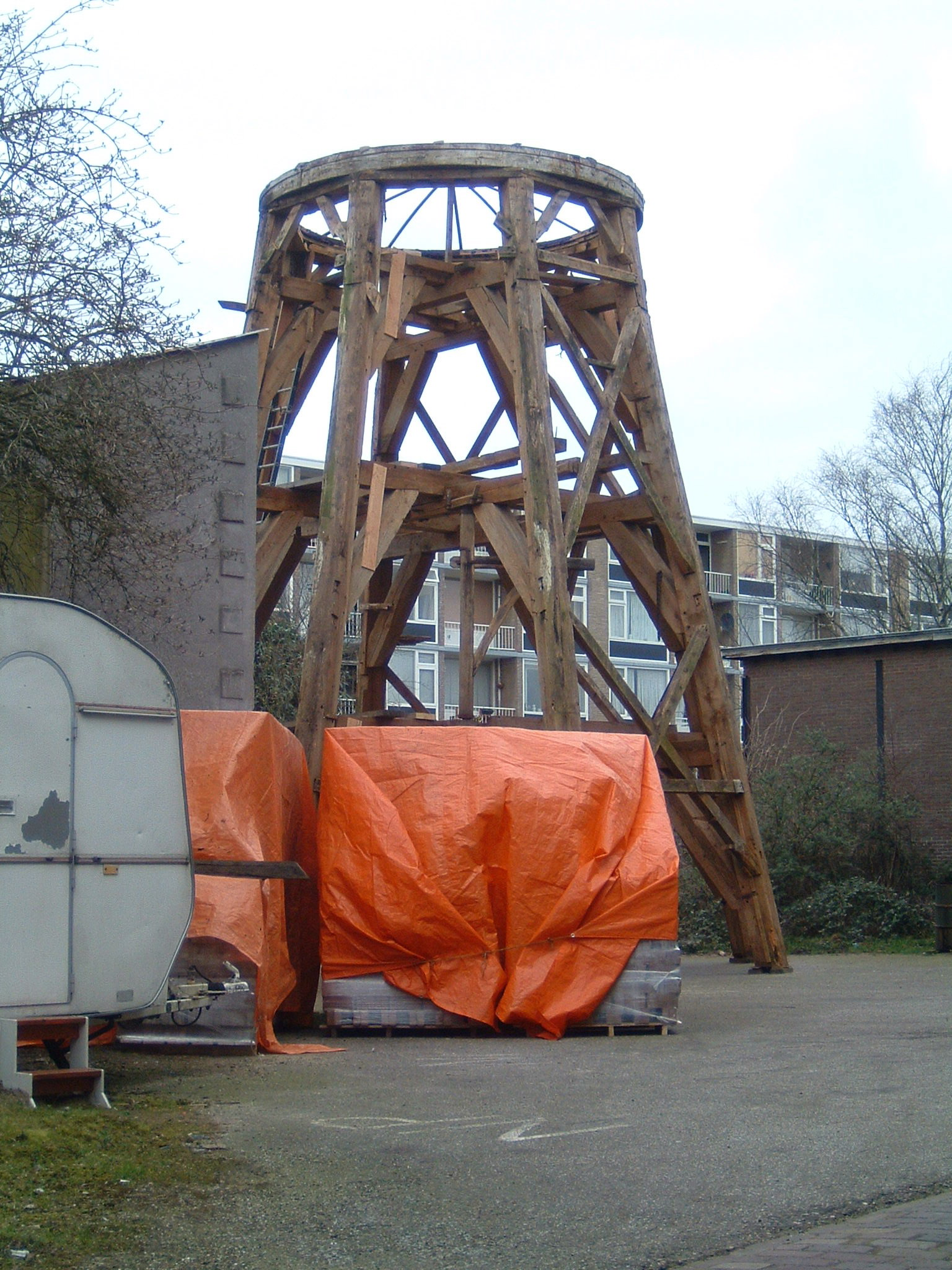
Het achtkant uitgepakt (maart 2007)
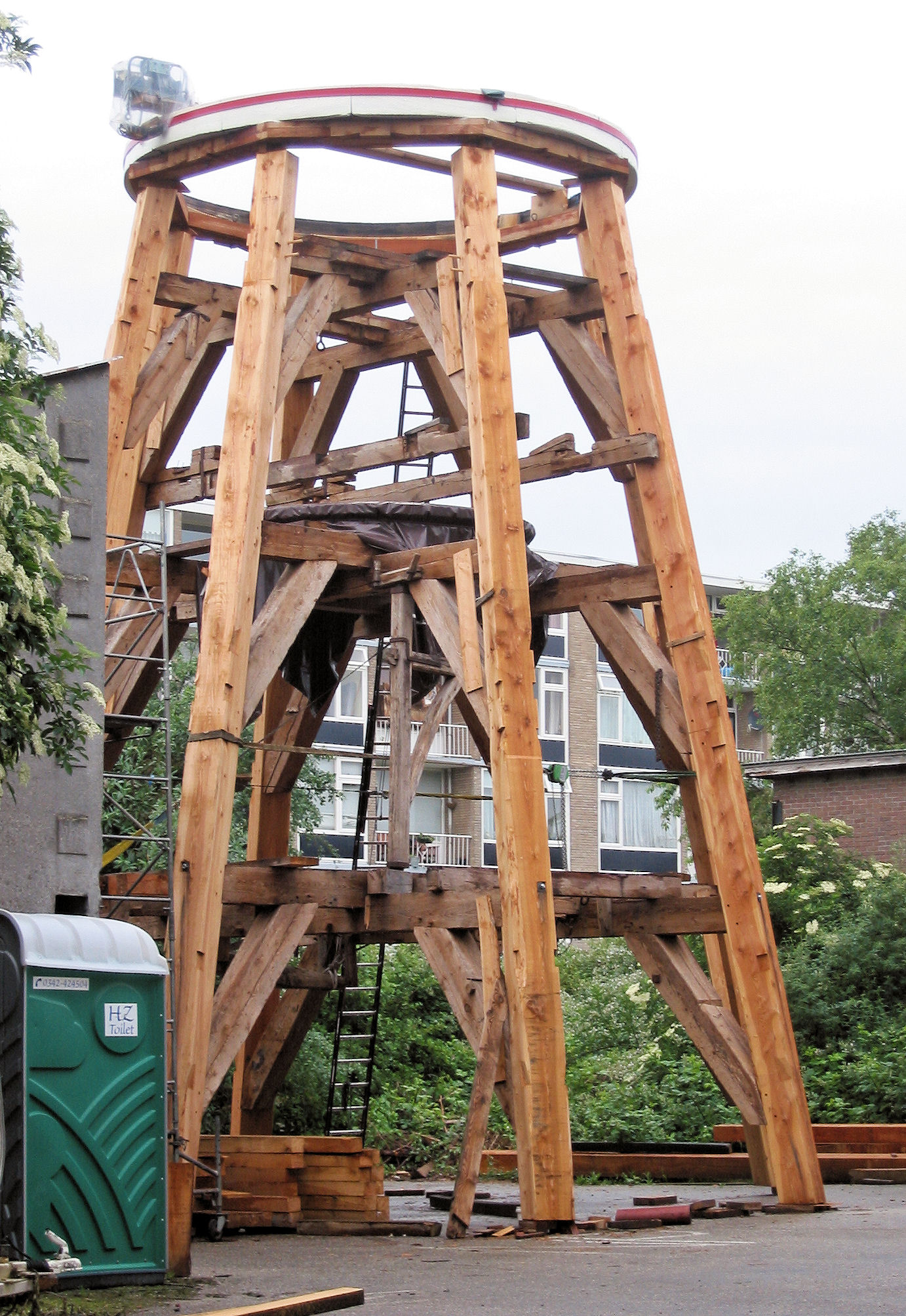
Reeds gedeeltelijk gerestaureerde houten achtkant met nieuwe achtkantstijlen (eind mei 2007)
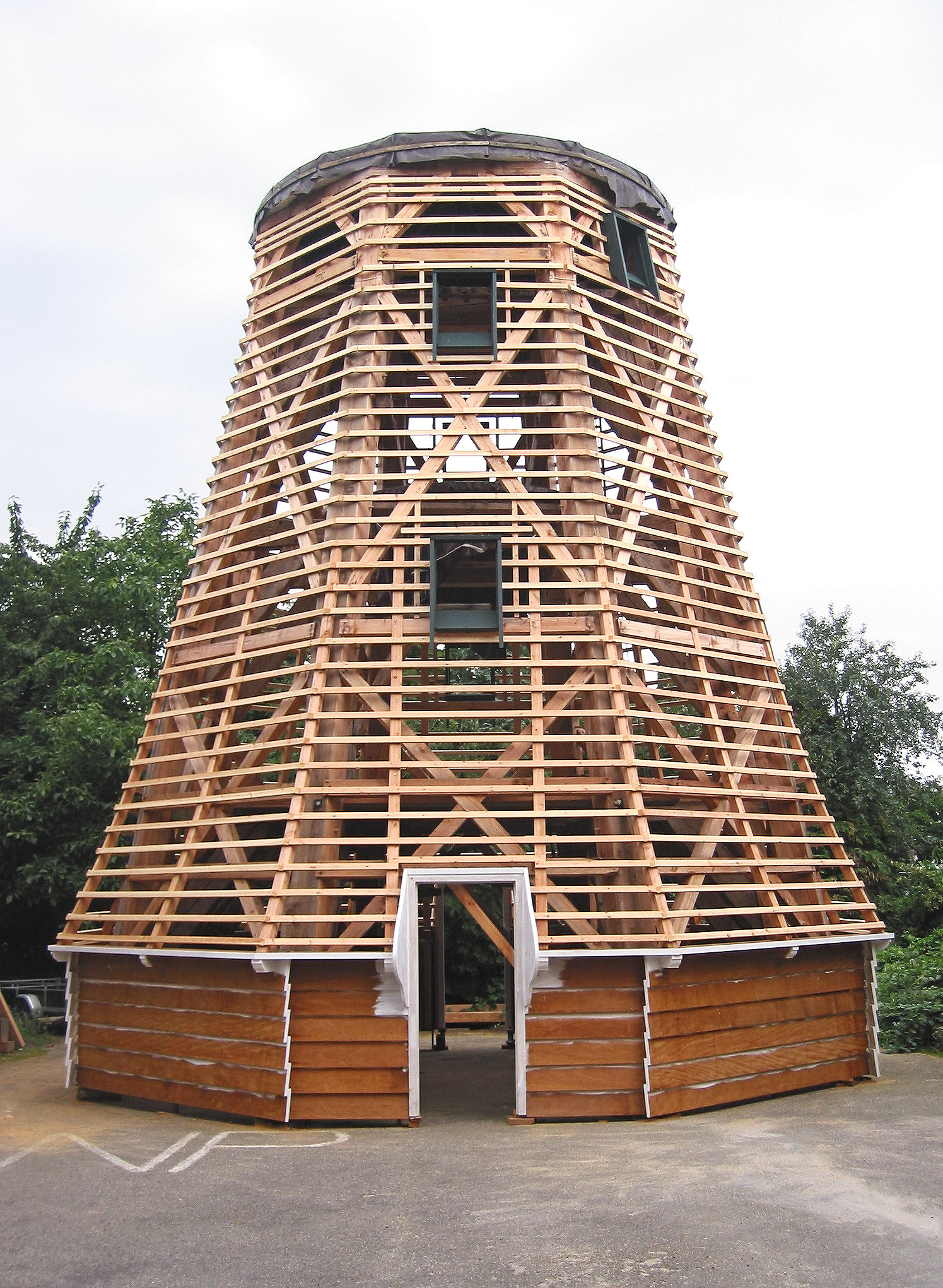
Gerestaureerde houten achtkant nog zonder de rietbedekking
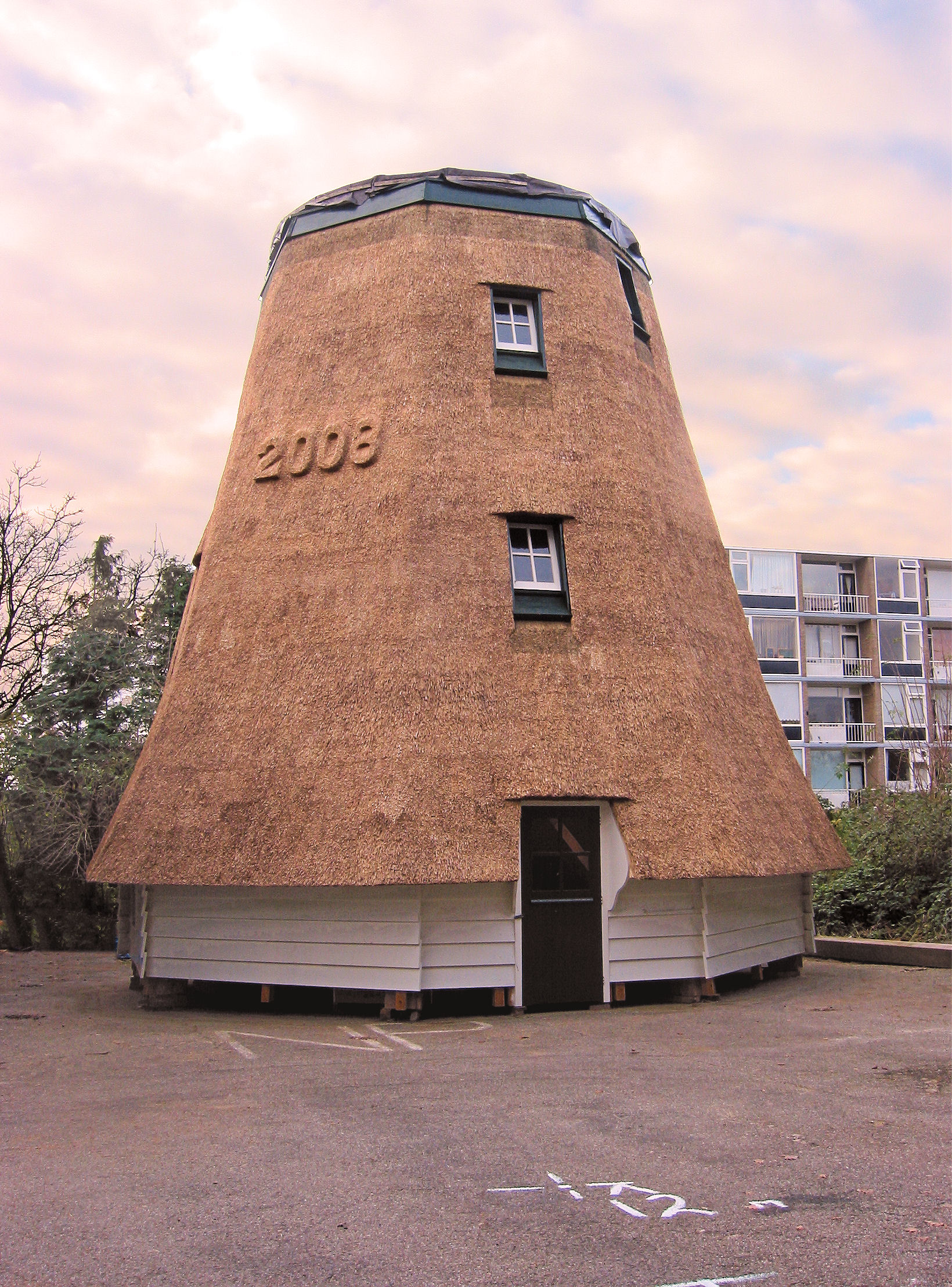
Gerestaureerde houten achtkant (half november 2007)
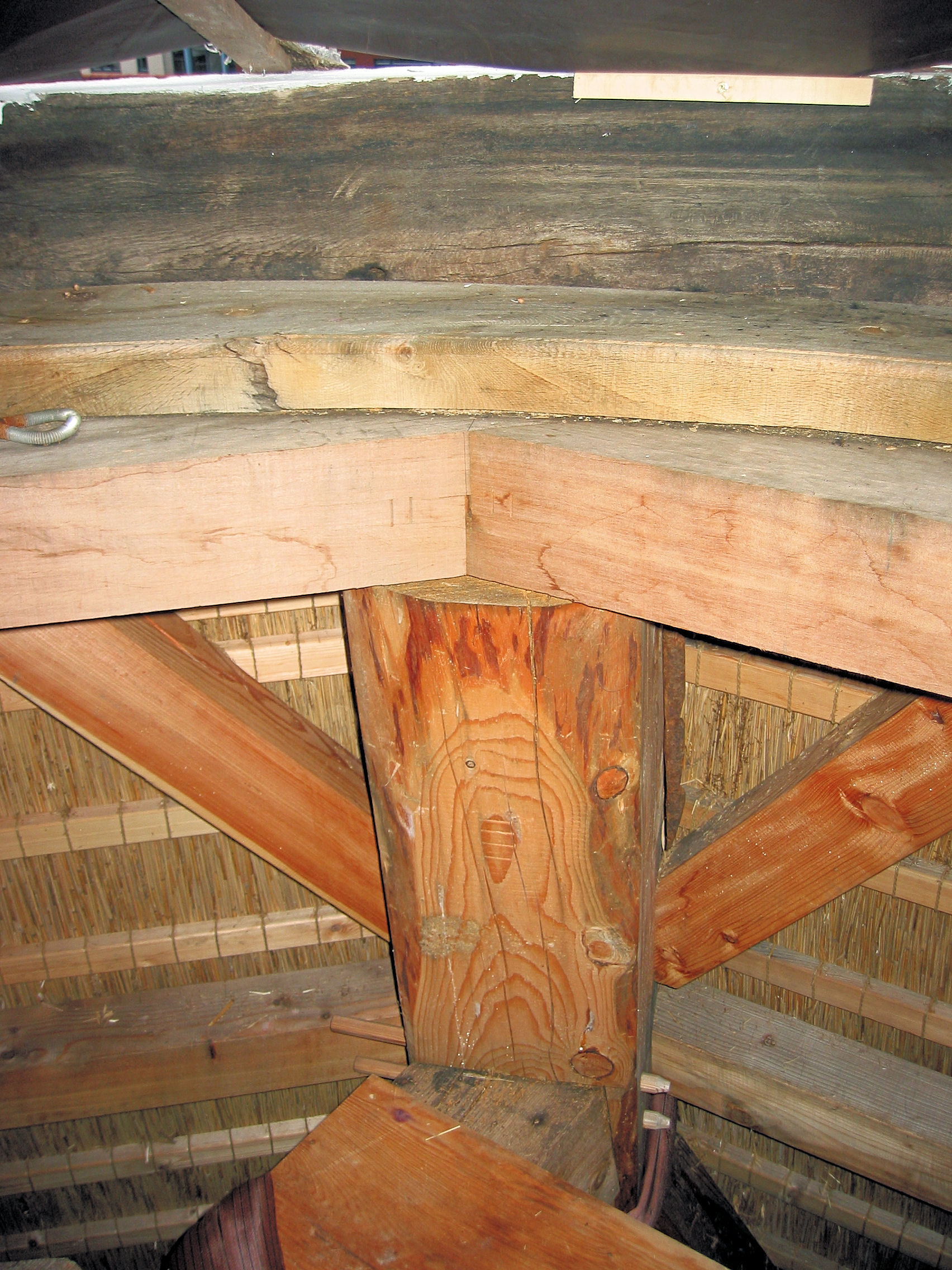
Boventafelement met hondsoren
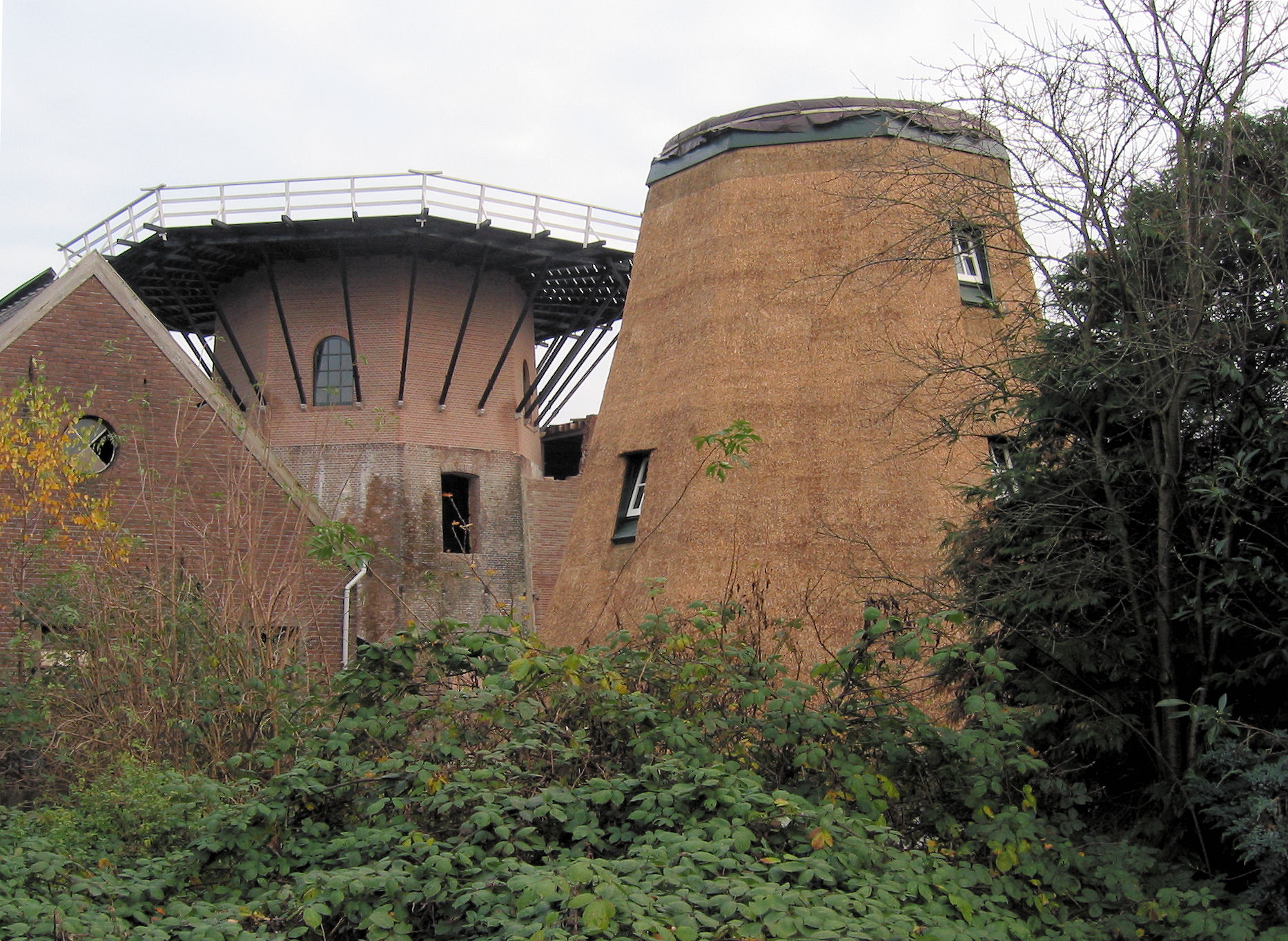
Gerestaureerde houten achtkant met de stenen romp
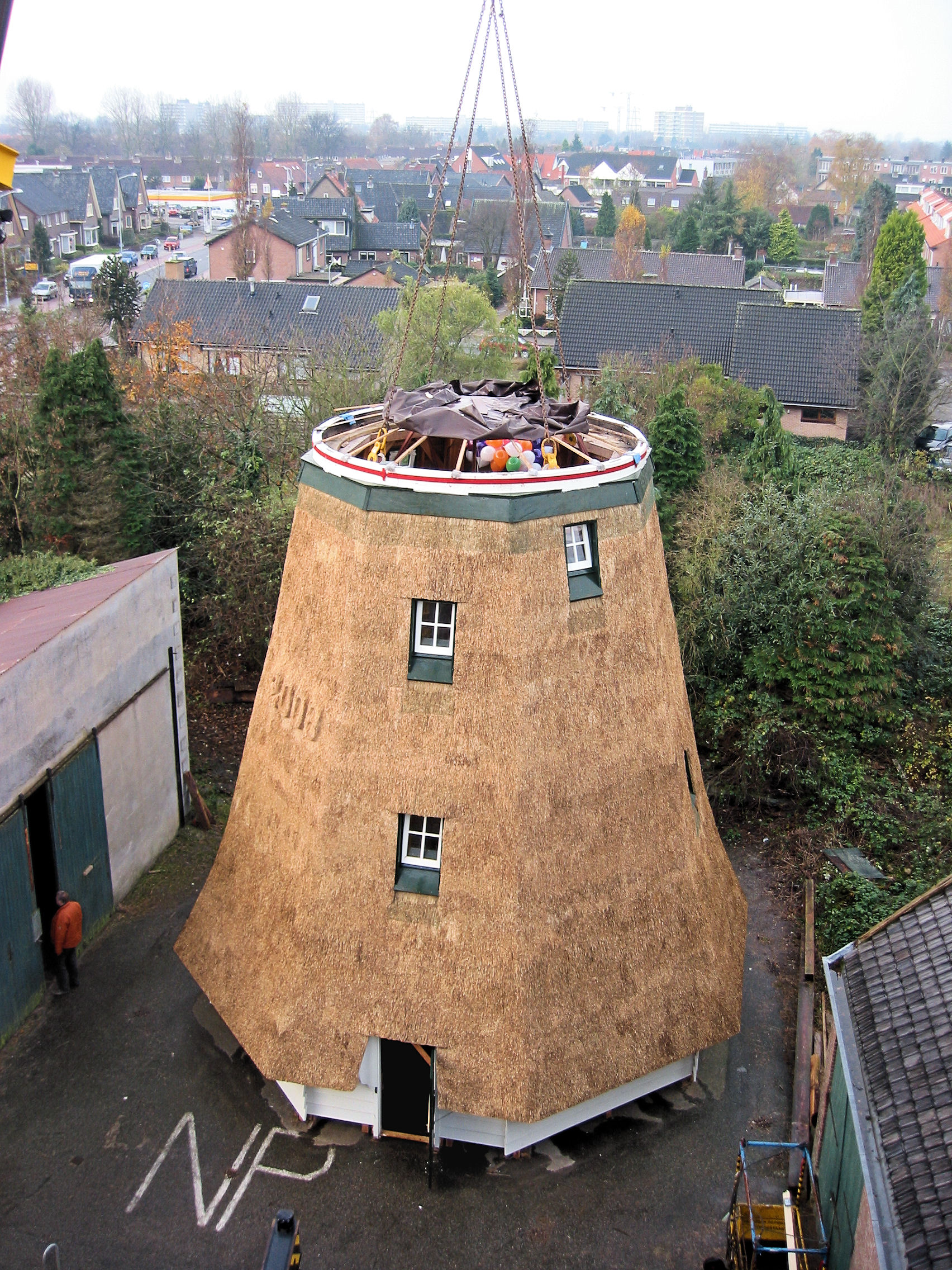
Begin ophijsen houten achtkant (20 november 2007)
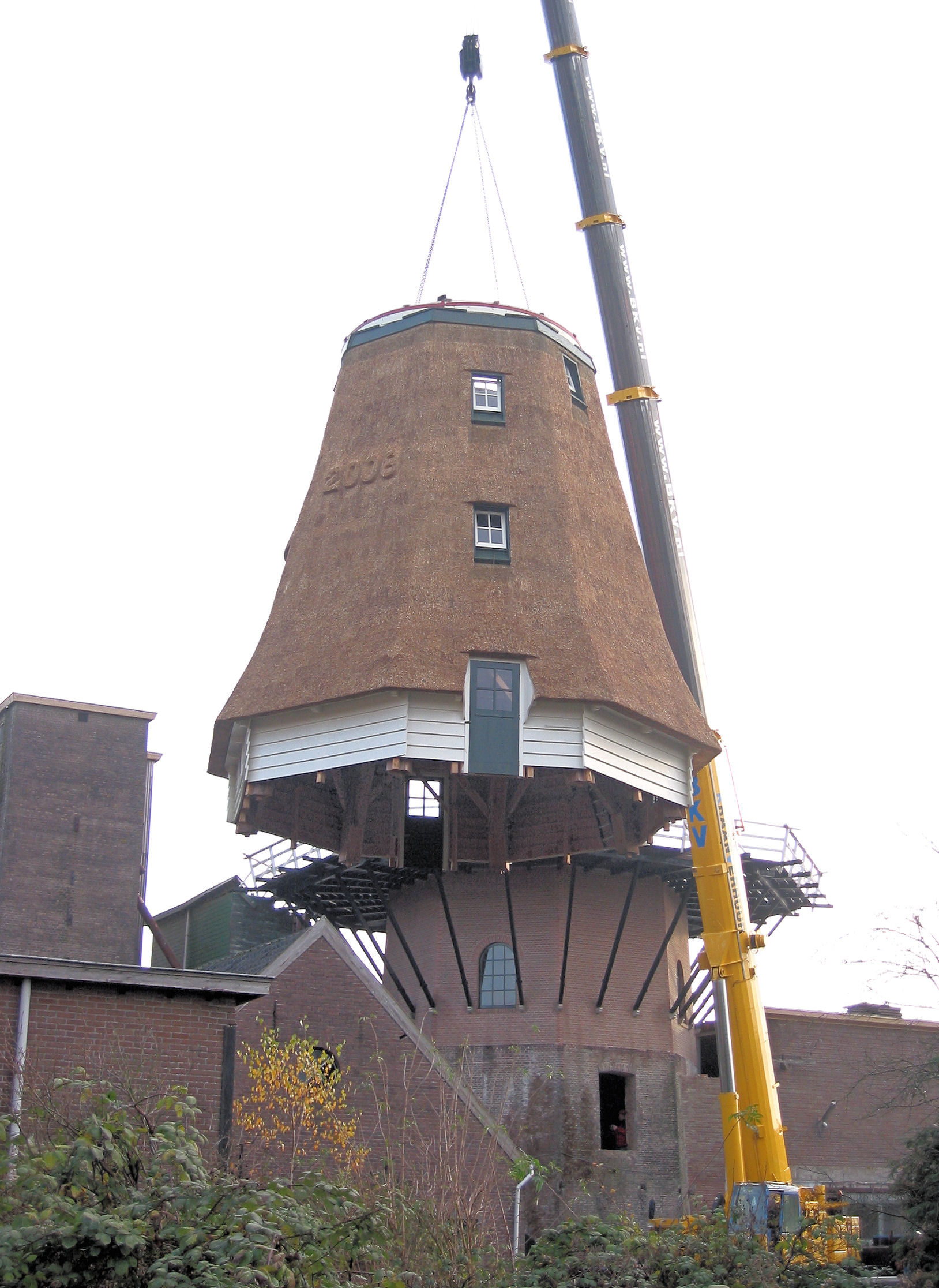
Ophijsen gerestaureerde houten achtkant
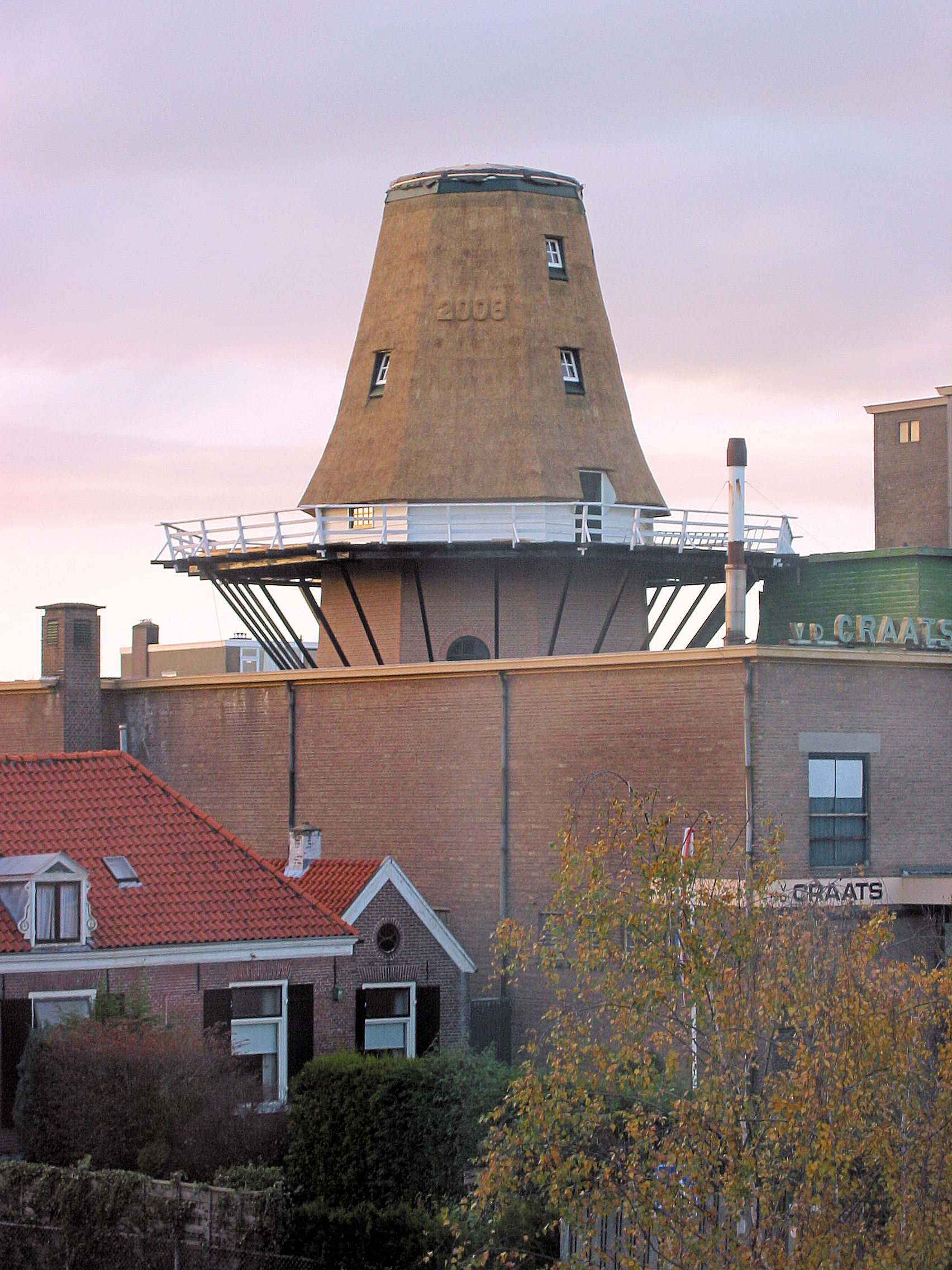
Nog zonder kap
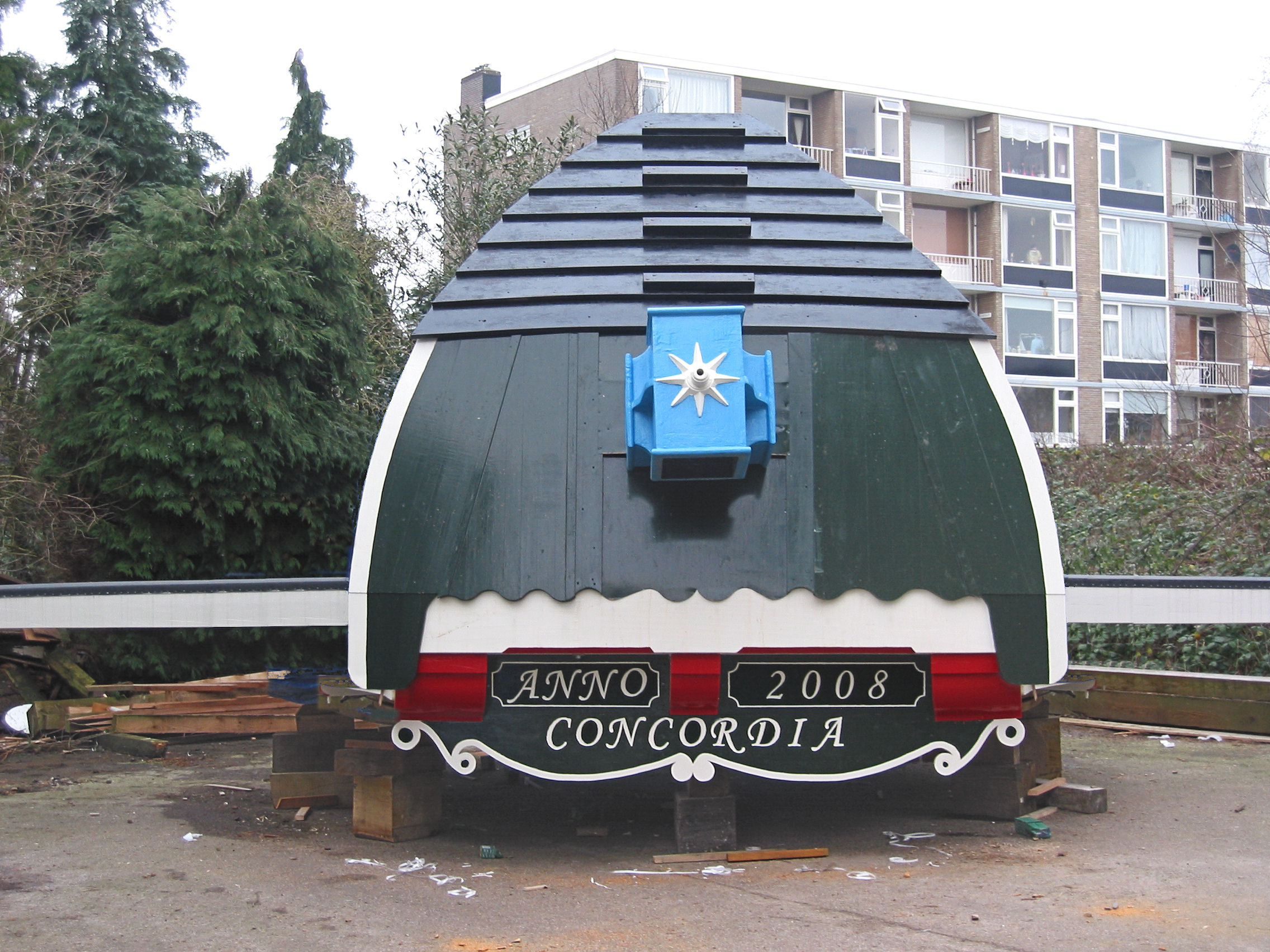
Kap
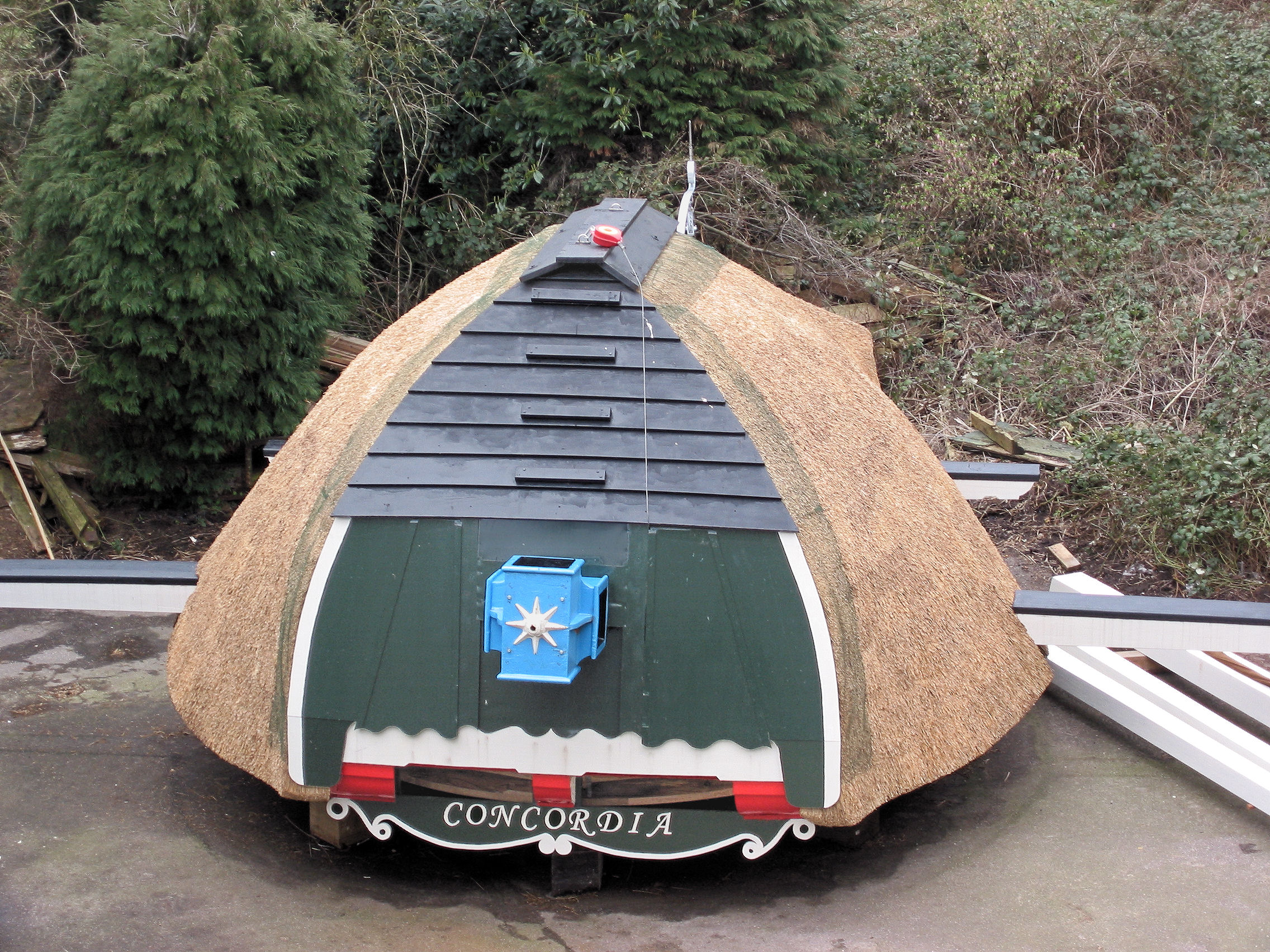
Kap
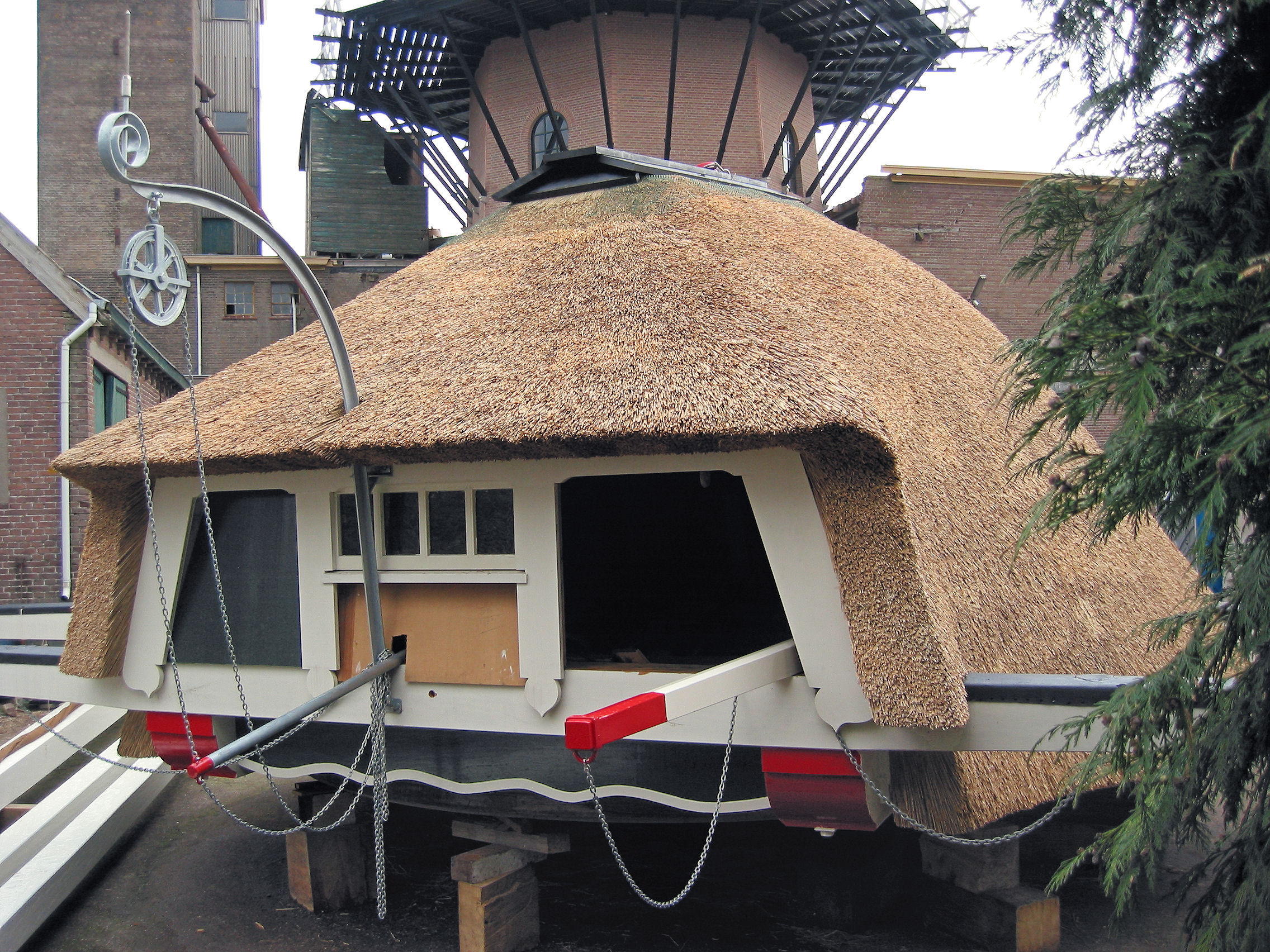
Achterkeuvelens met davit
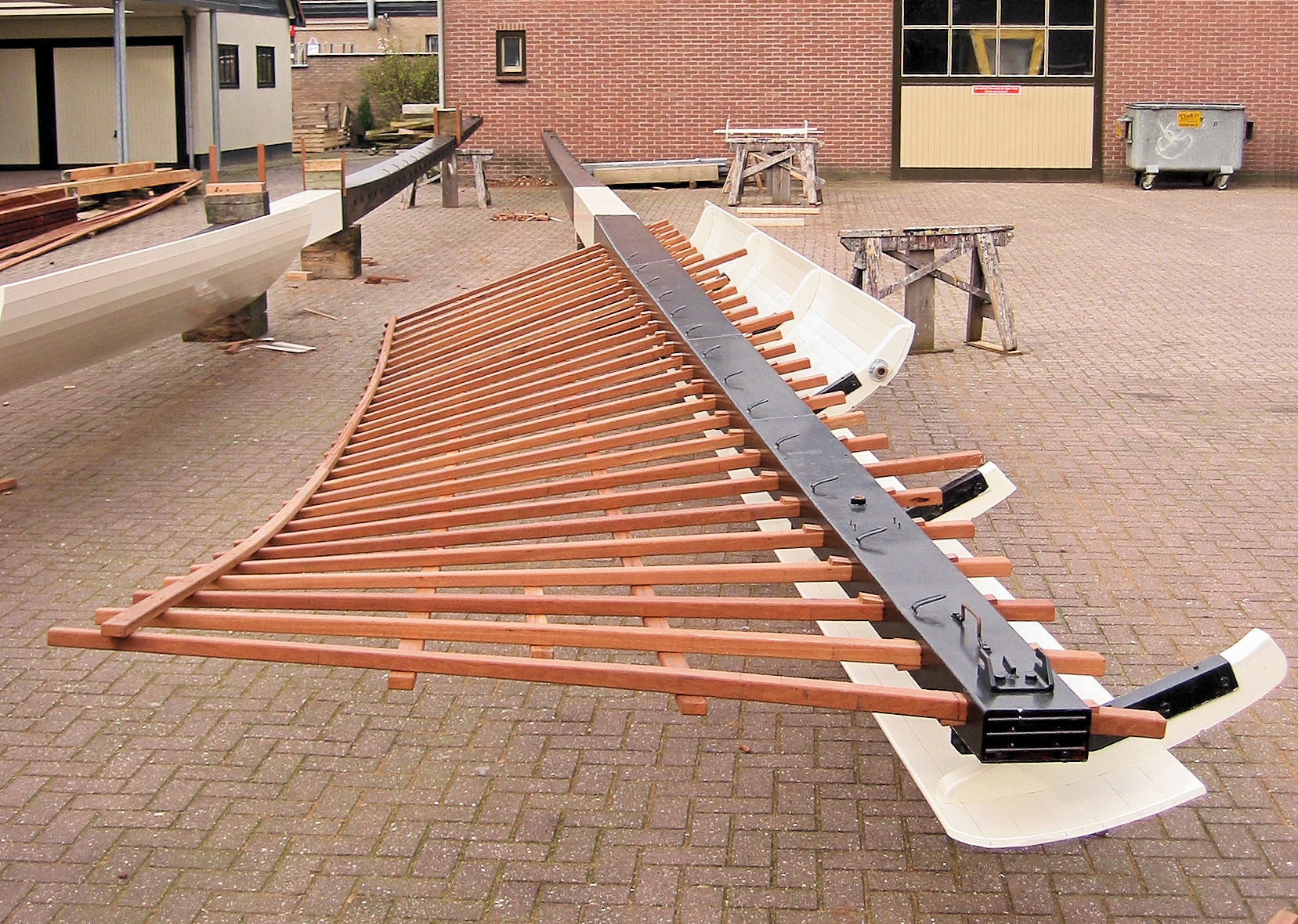
De nieuwe wiek met fok
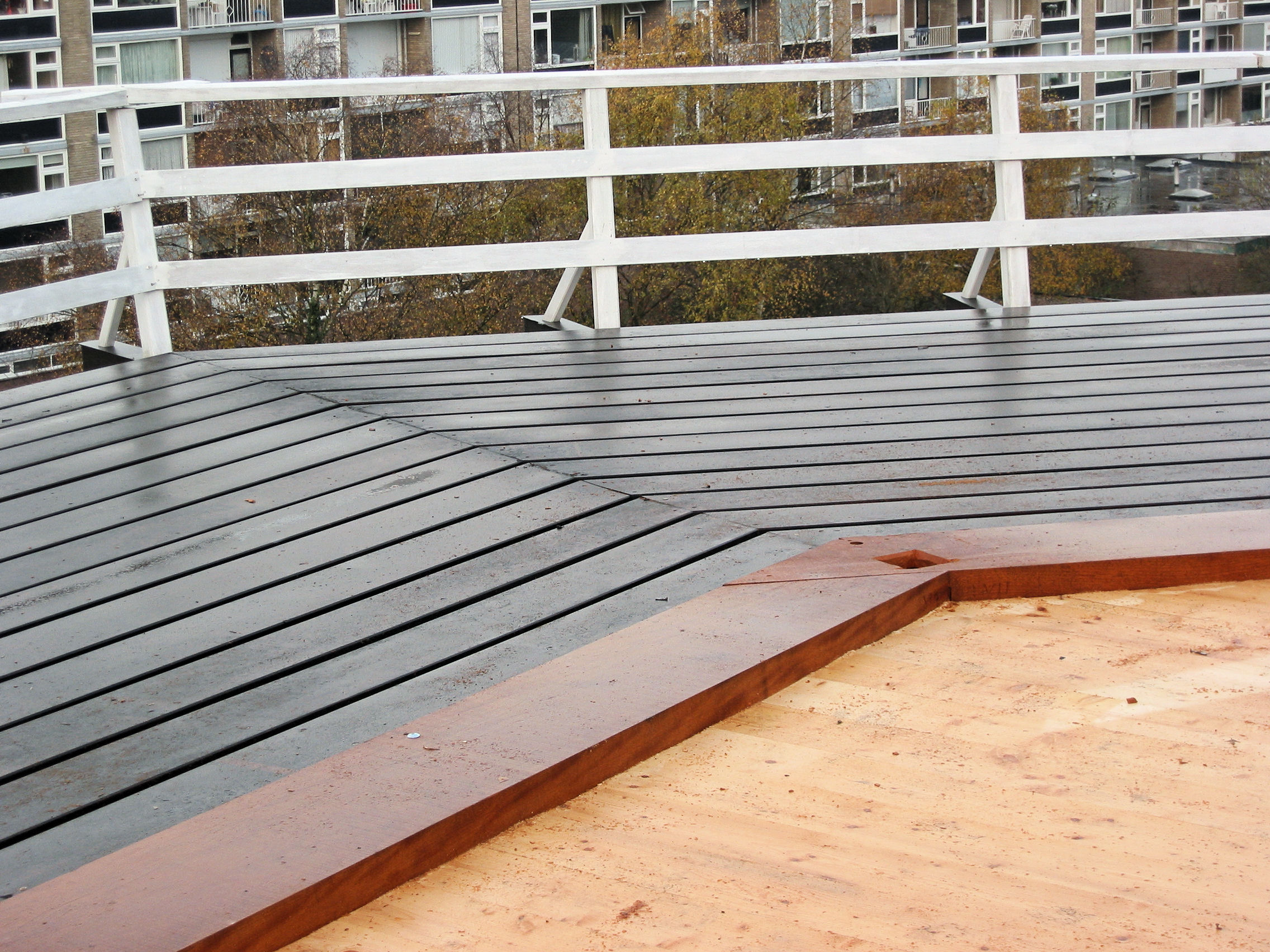
Stelling, ondertafelement en maalzolder
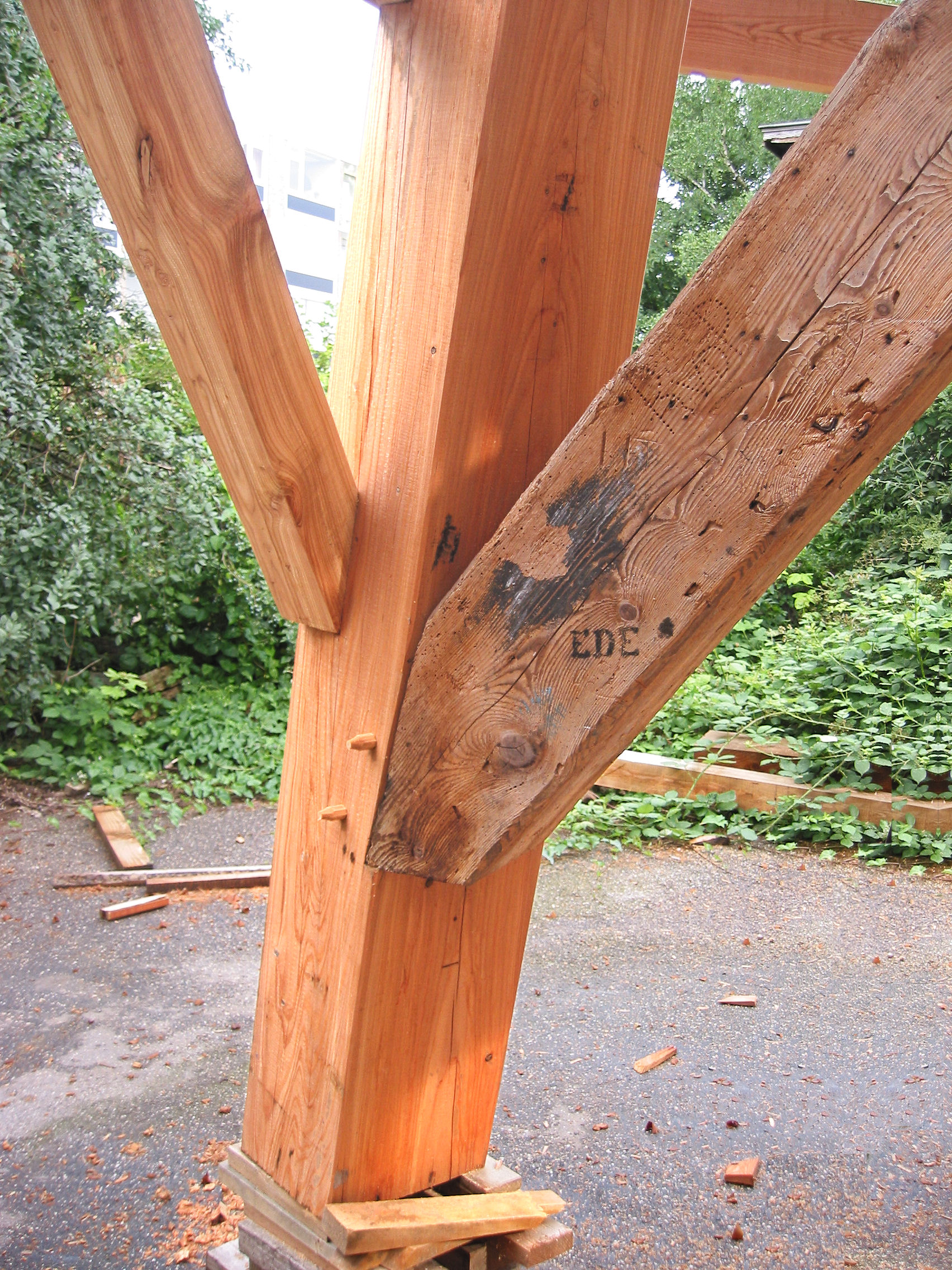
De oude korbeel met inscriptie EDE en RvDP (Rob van de Pol) en de nieuwe stijl
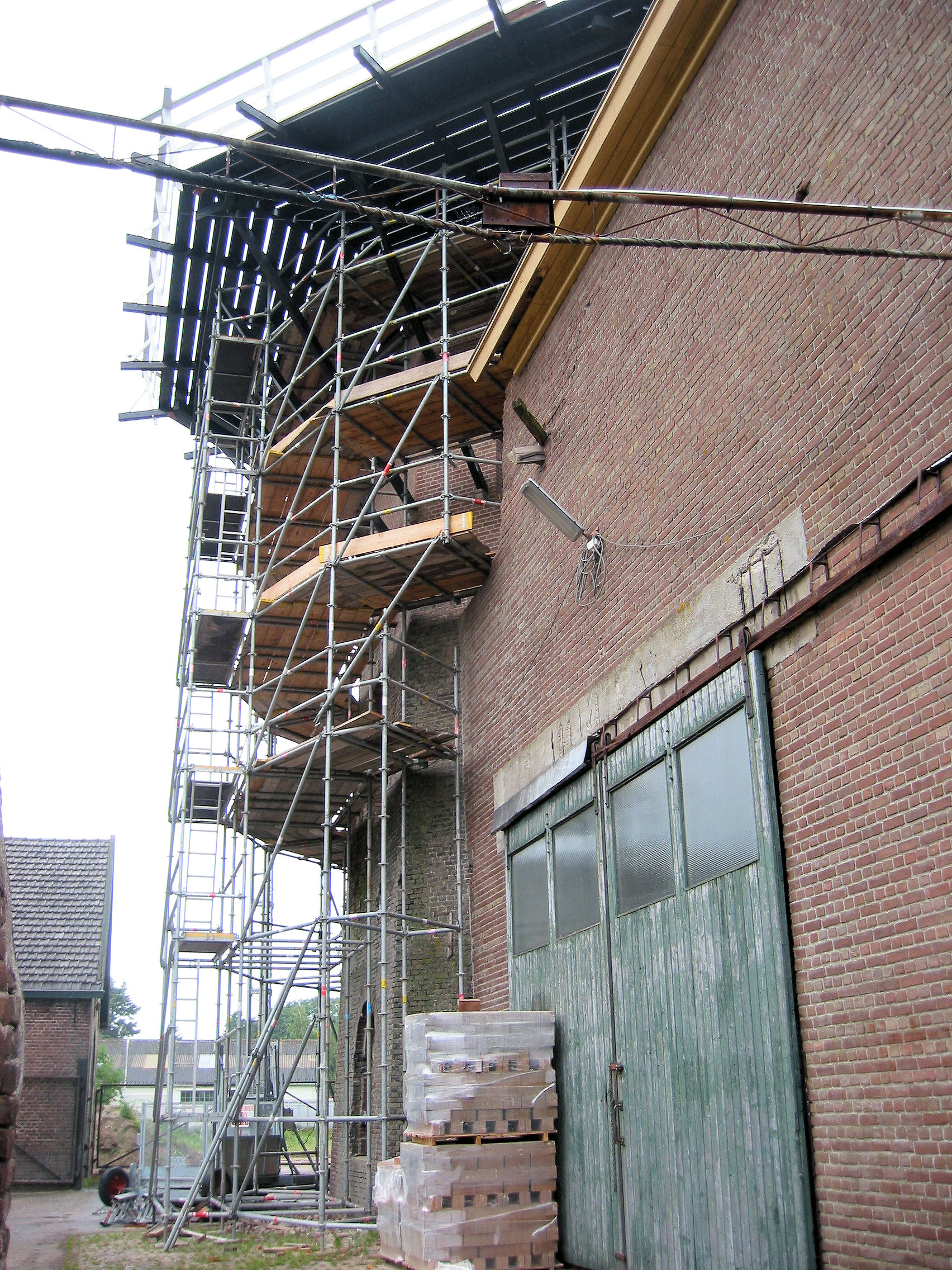
Opmetselen onderbouw en begin bouw stelling (eind mei 2007)
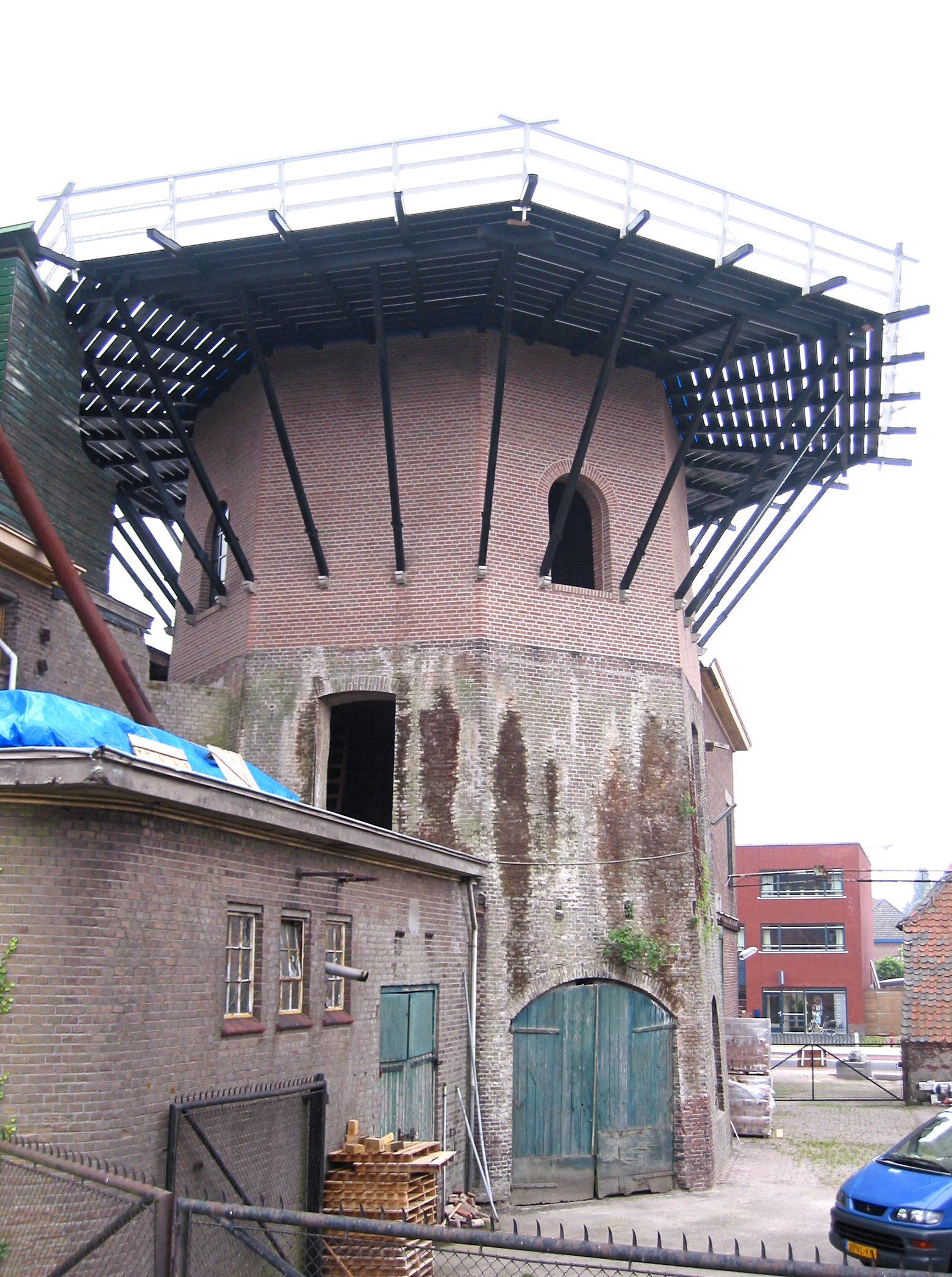
Stelling en opgemetselde onderbouw
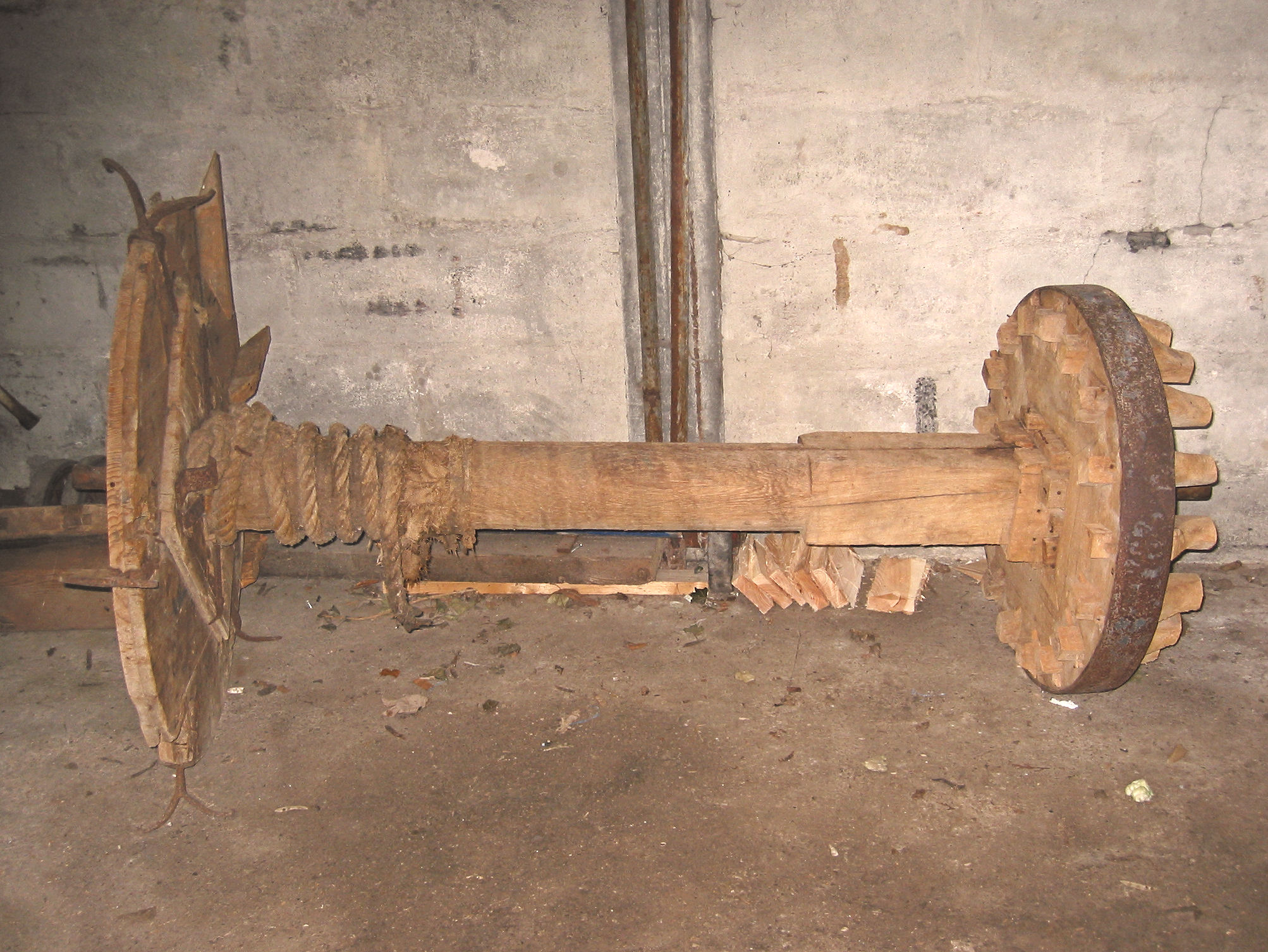
Kammenluiwerk
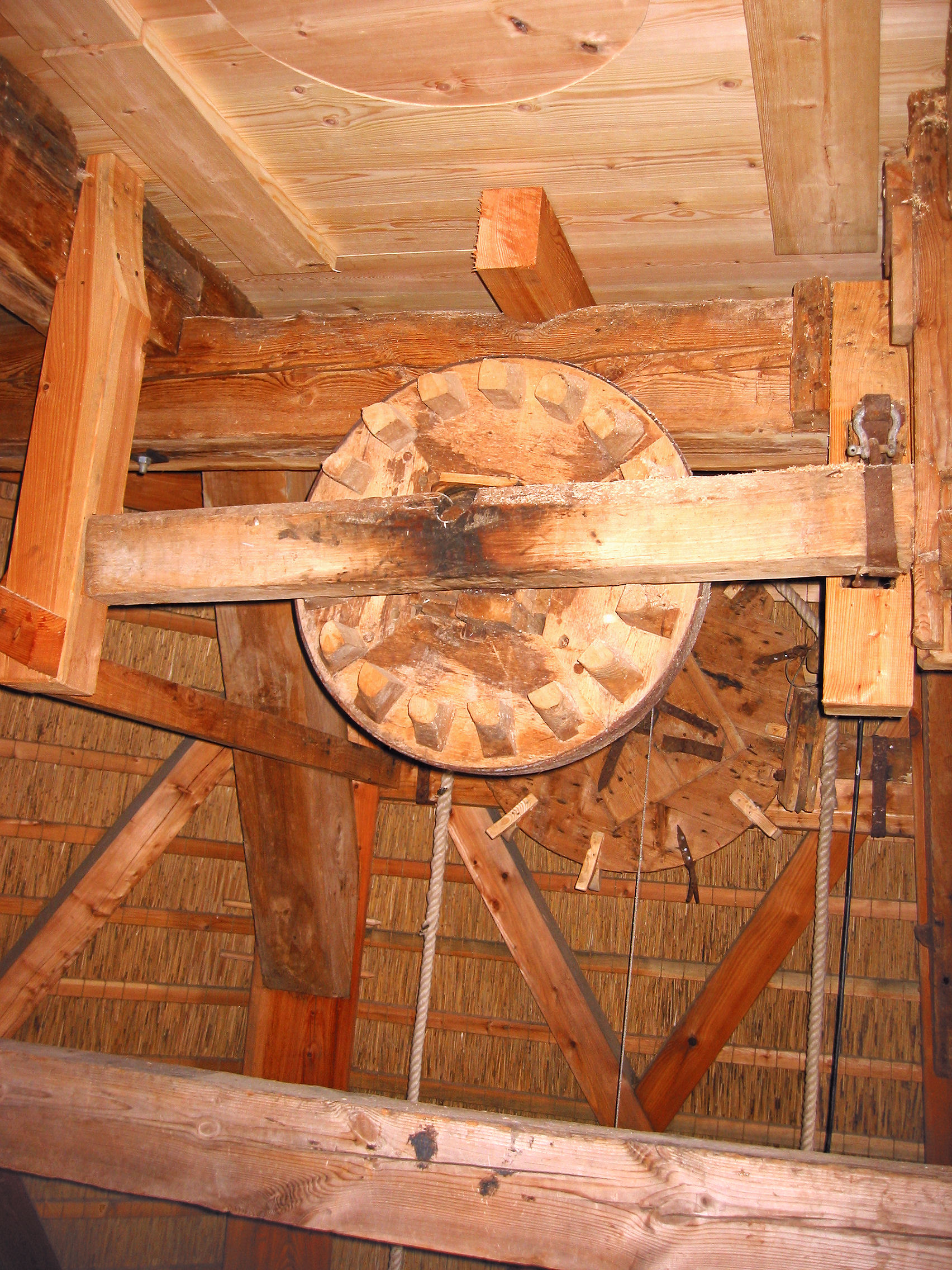
Kammenluiwerk
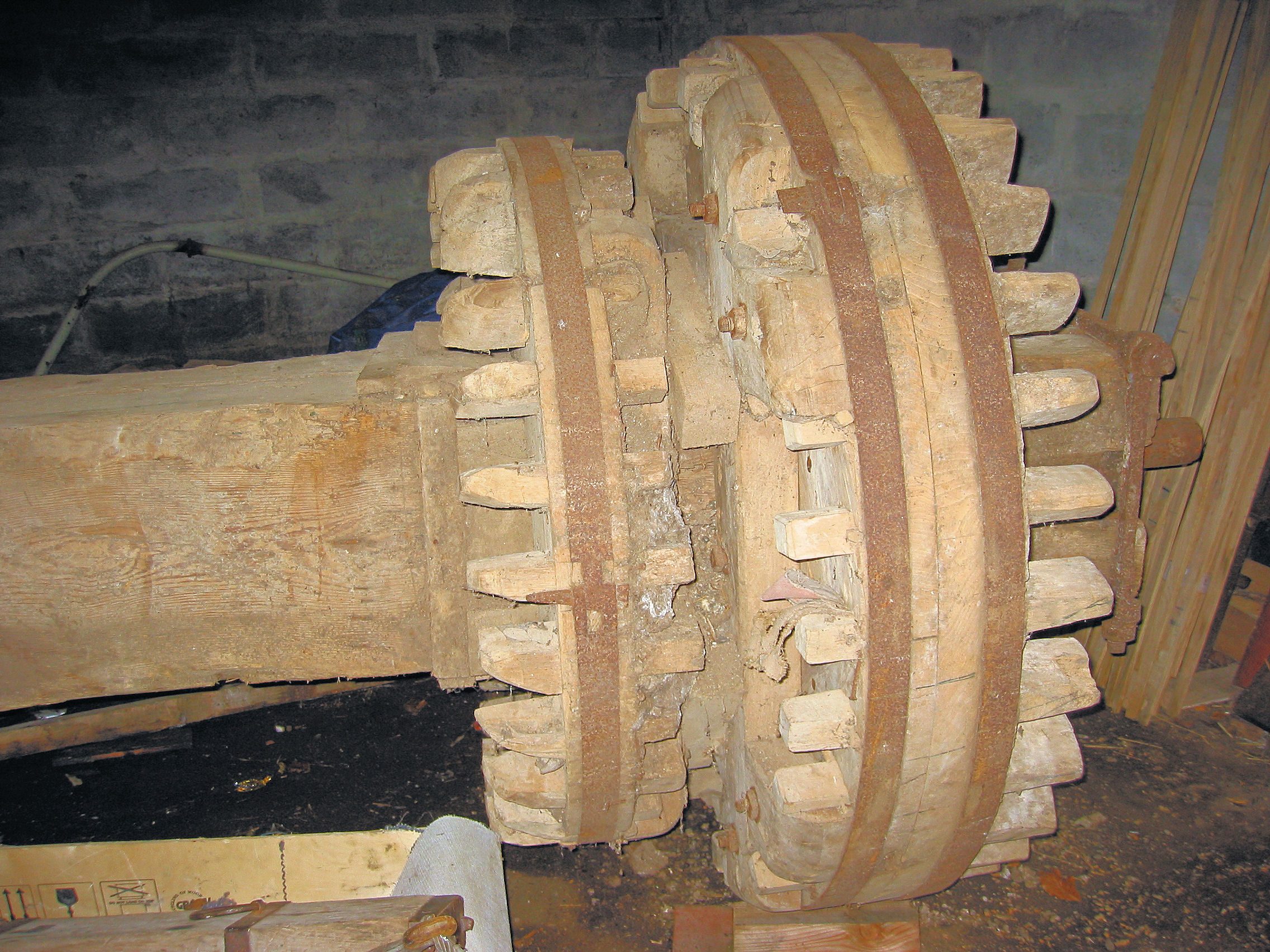
Luibonkelaar met bonkelaar
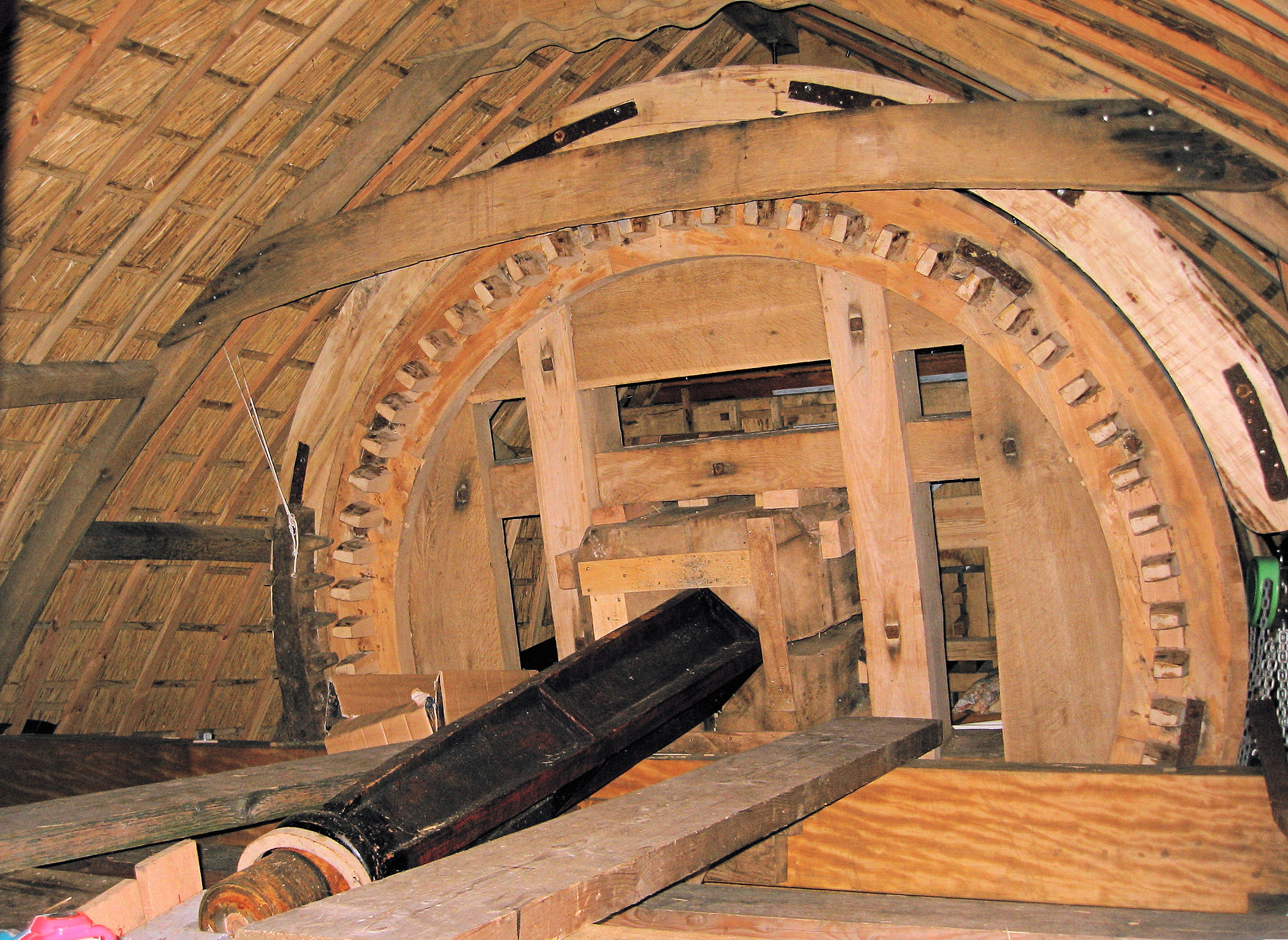
Gerestaureerd bovenwiel
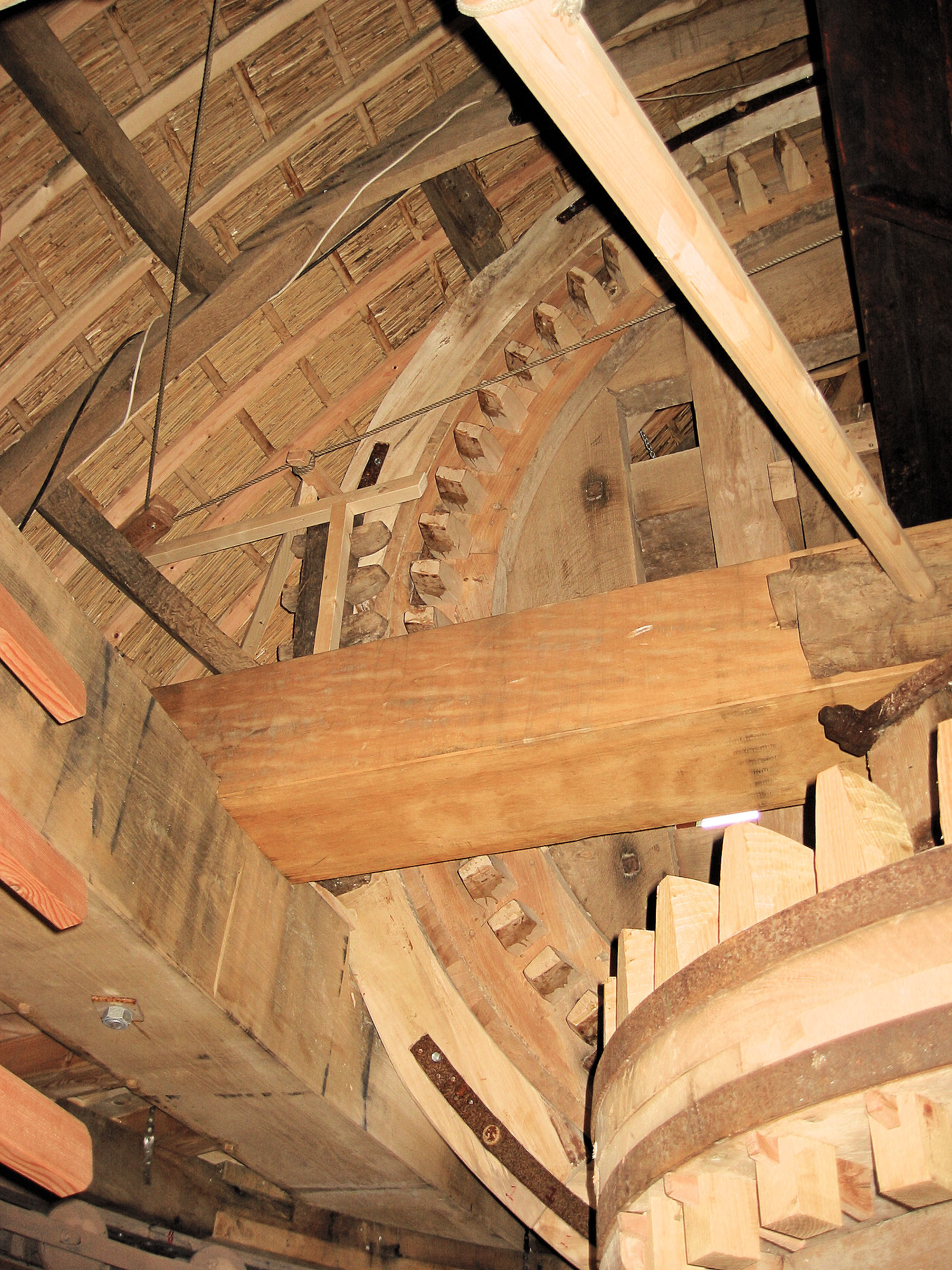
Bovenwiel linkerzijde
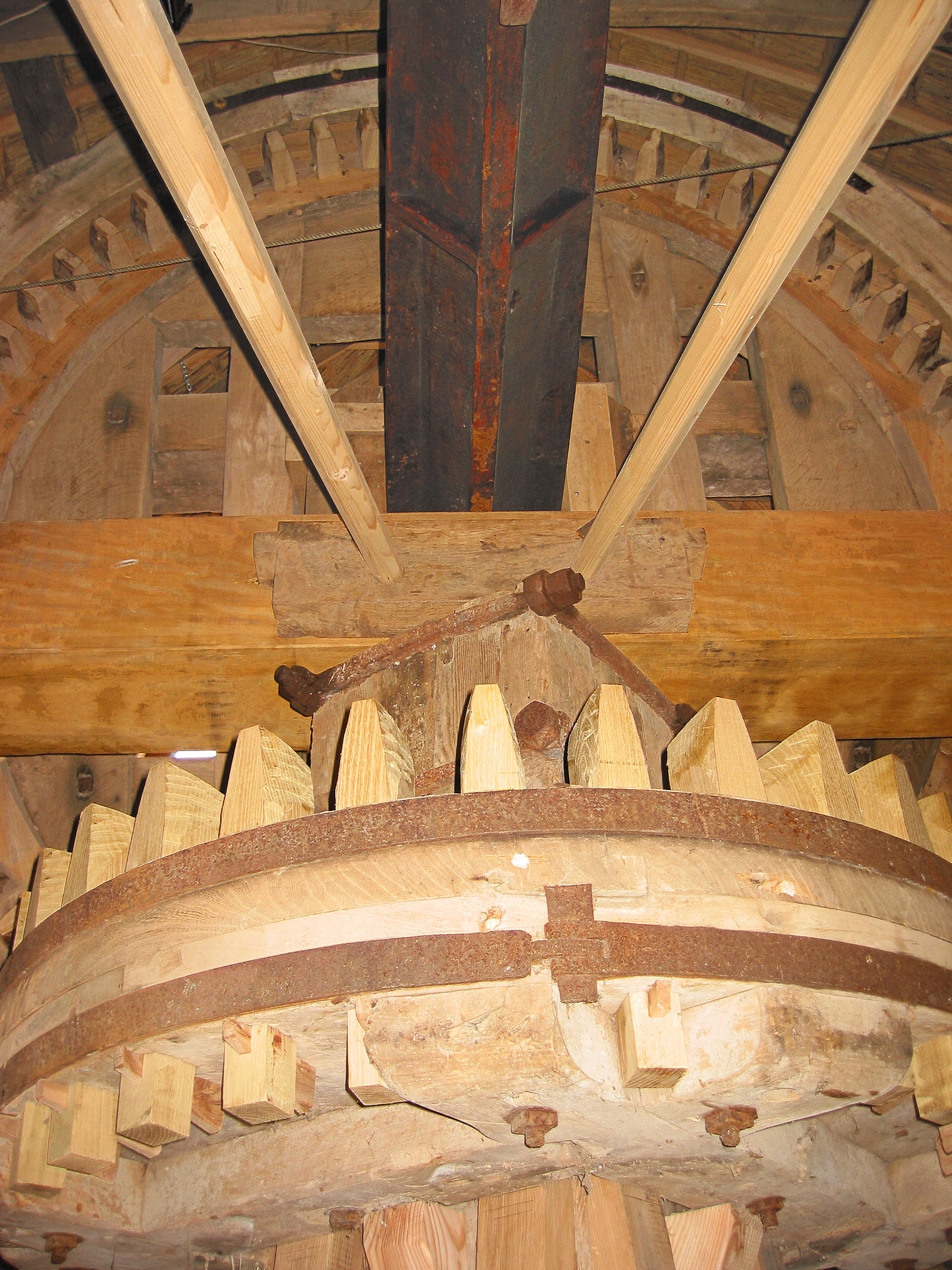
Bovenwiel midden met bonkelaar
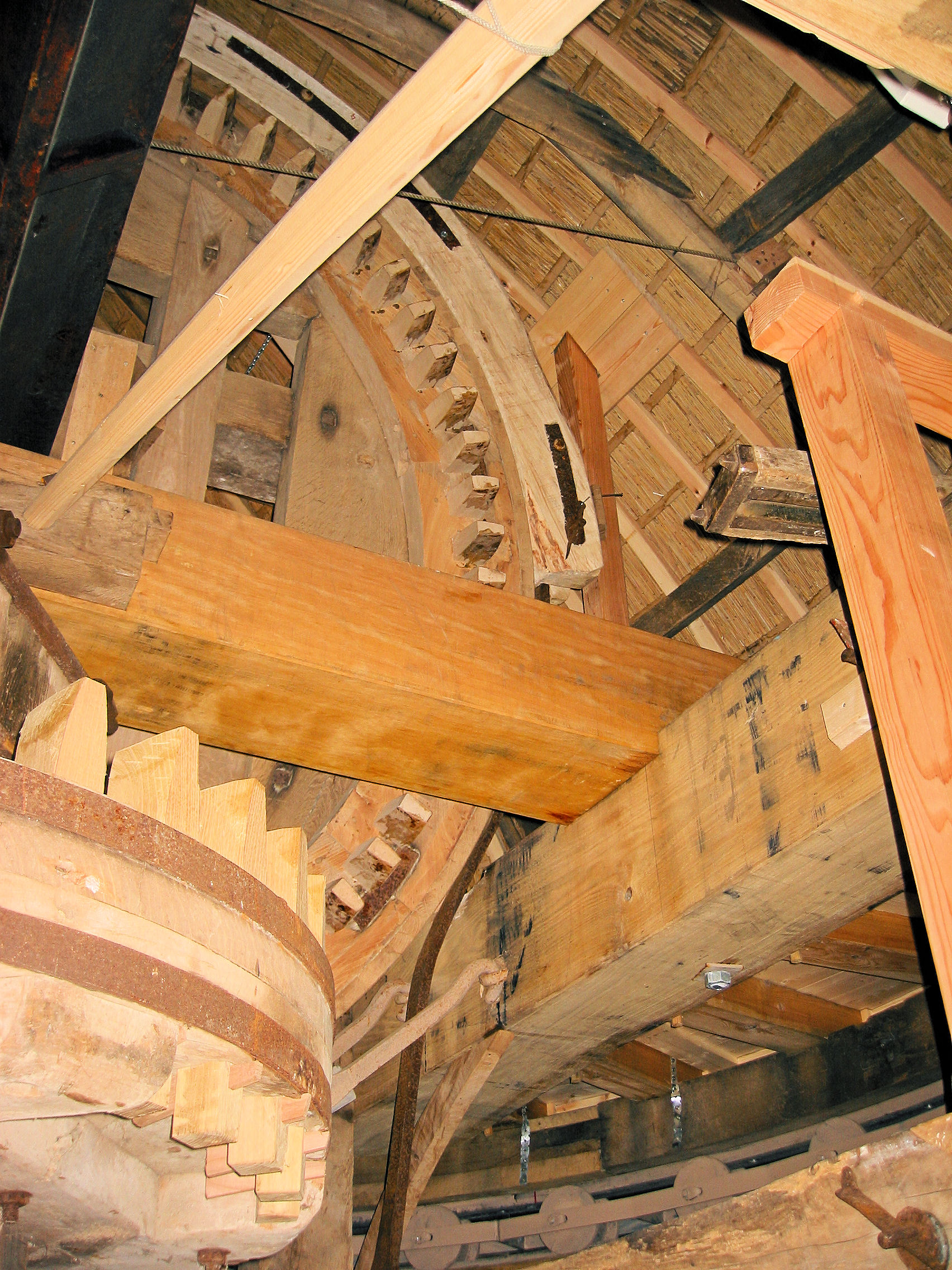
Bovenwiel rechterzijde
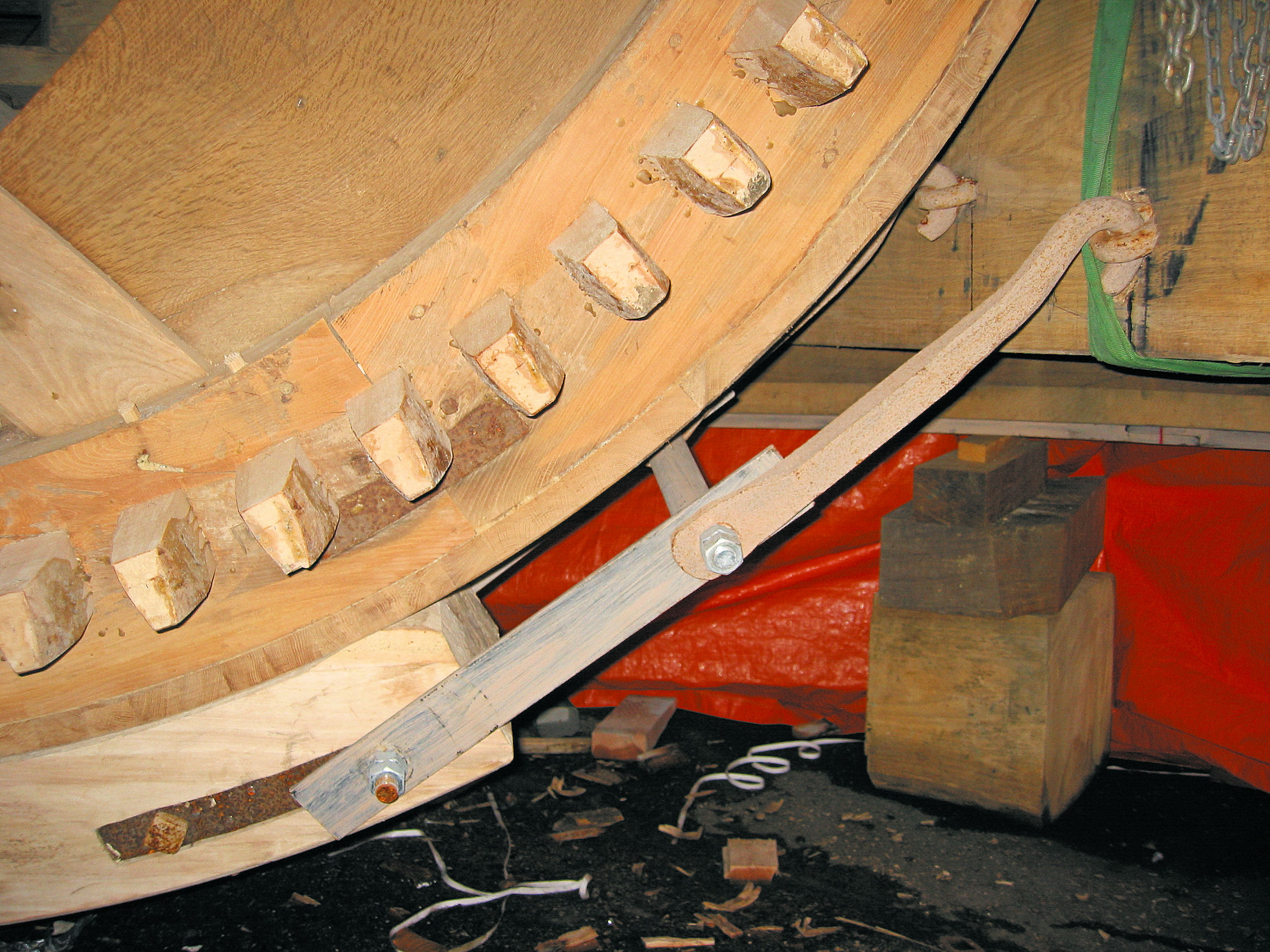
Koebouten en deel bovenwiel met belegstukken
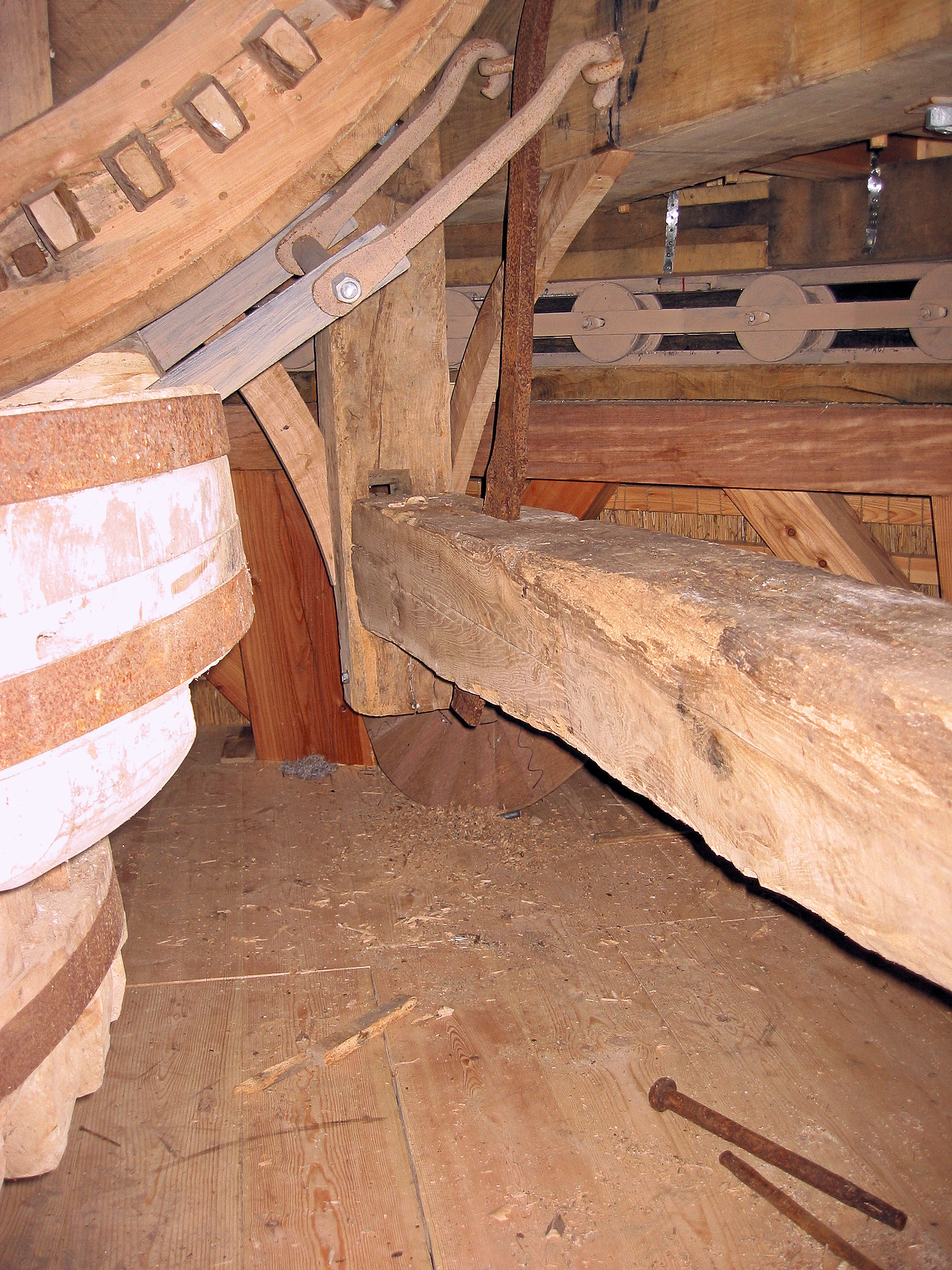
Vangbalk met ezel
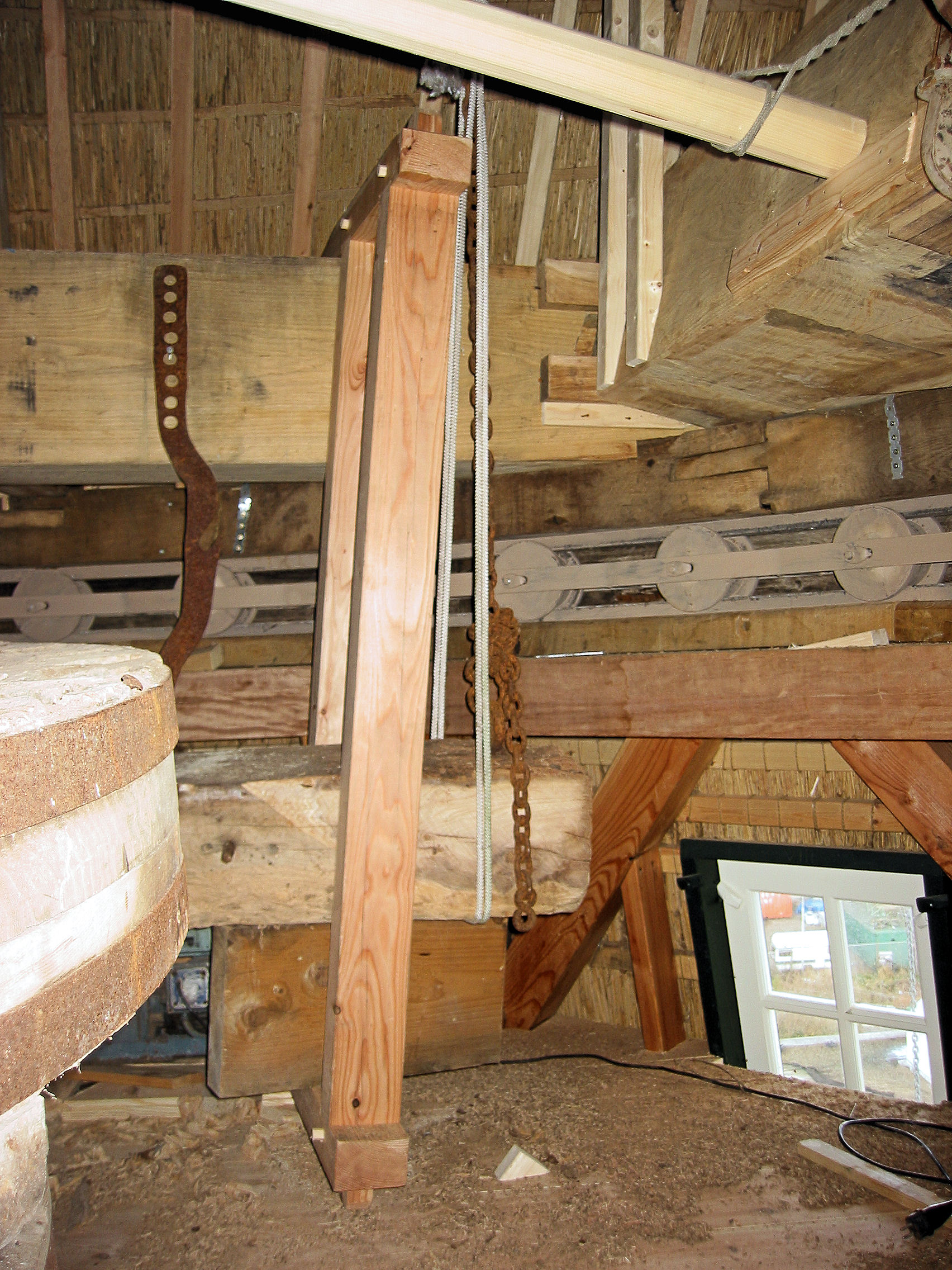
Vangbalk in hangereel
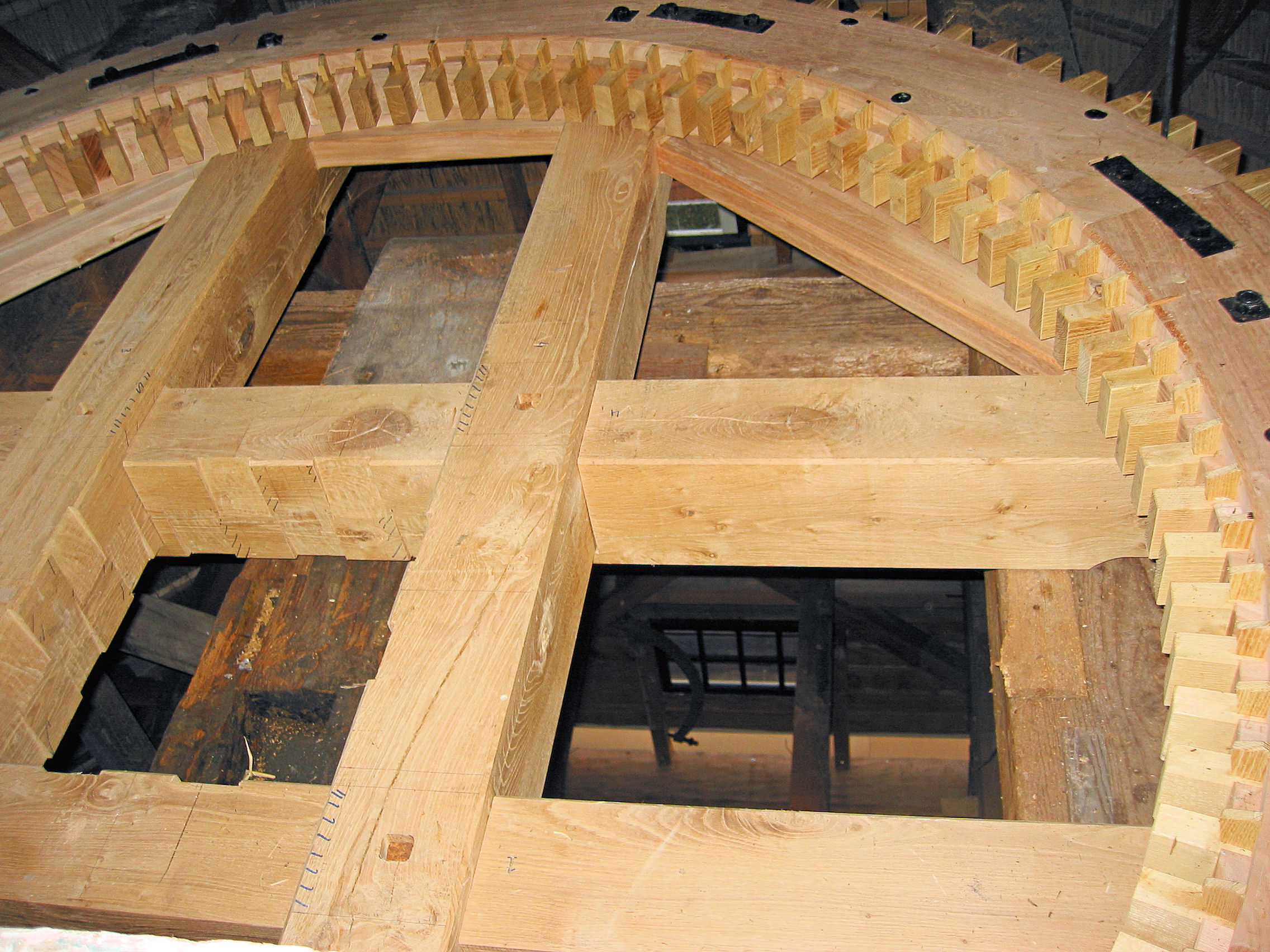
Spoorwiel
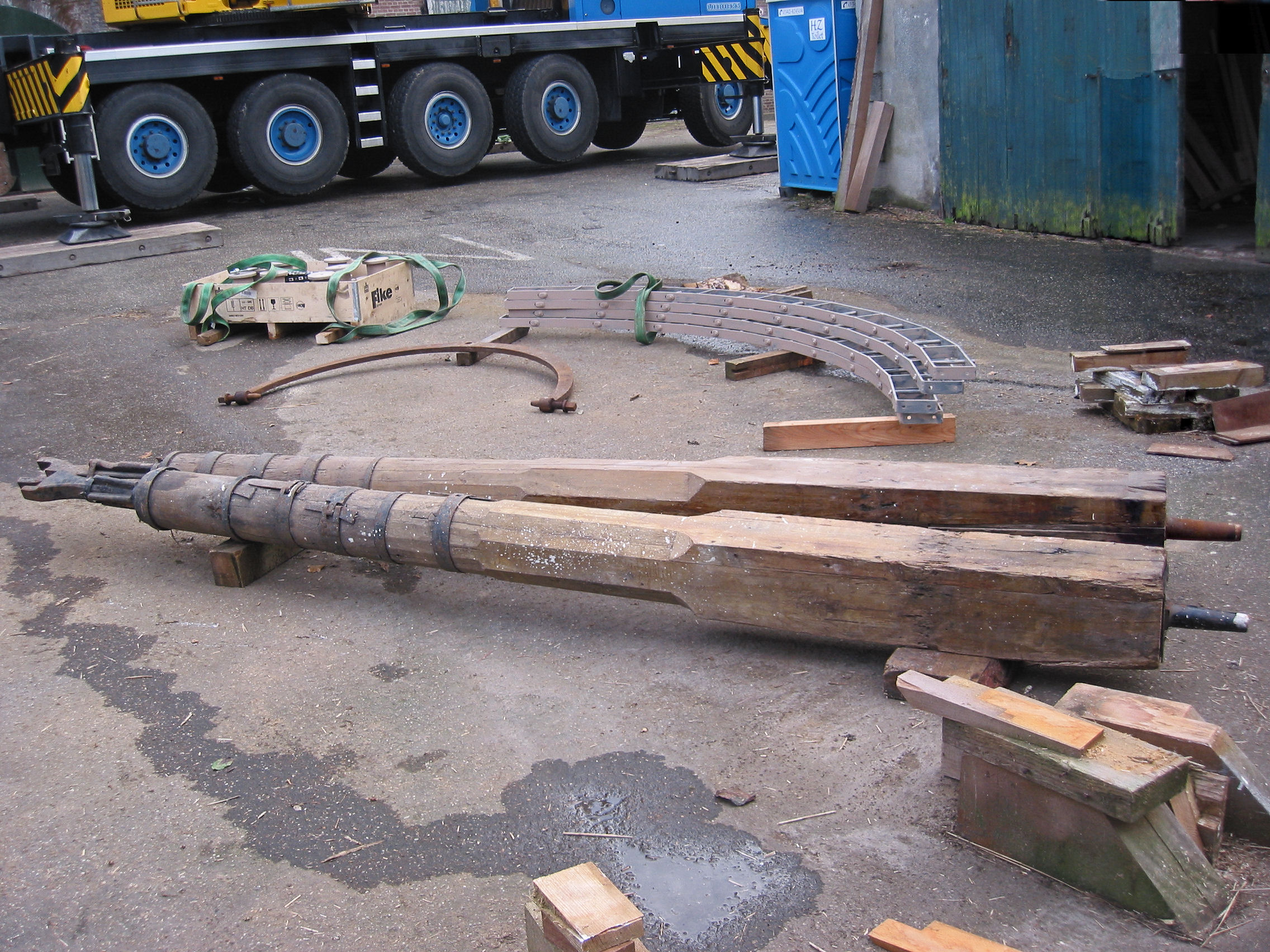
Steenspillen
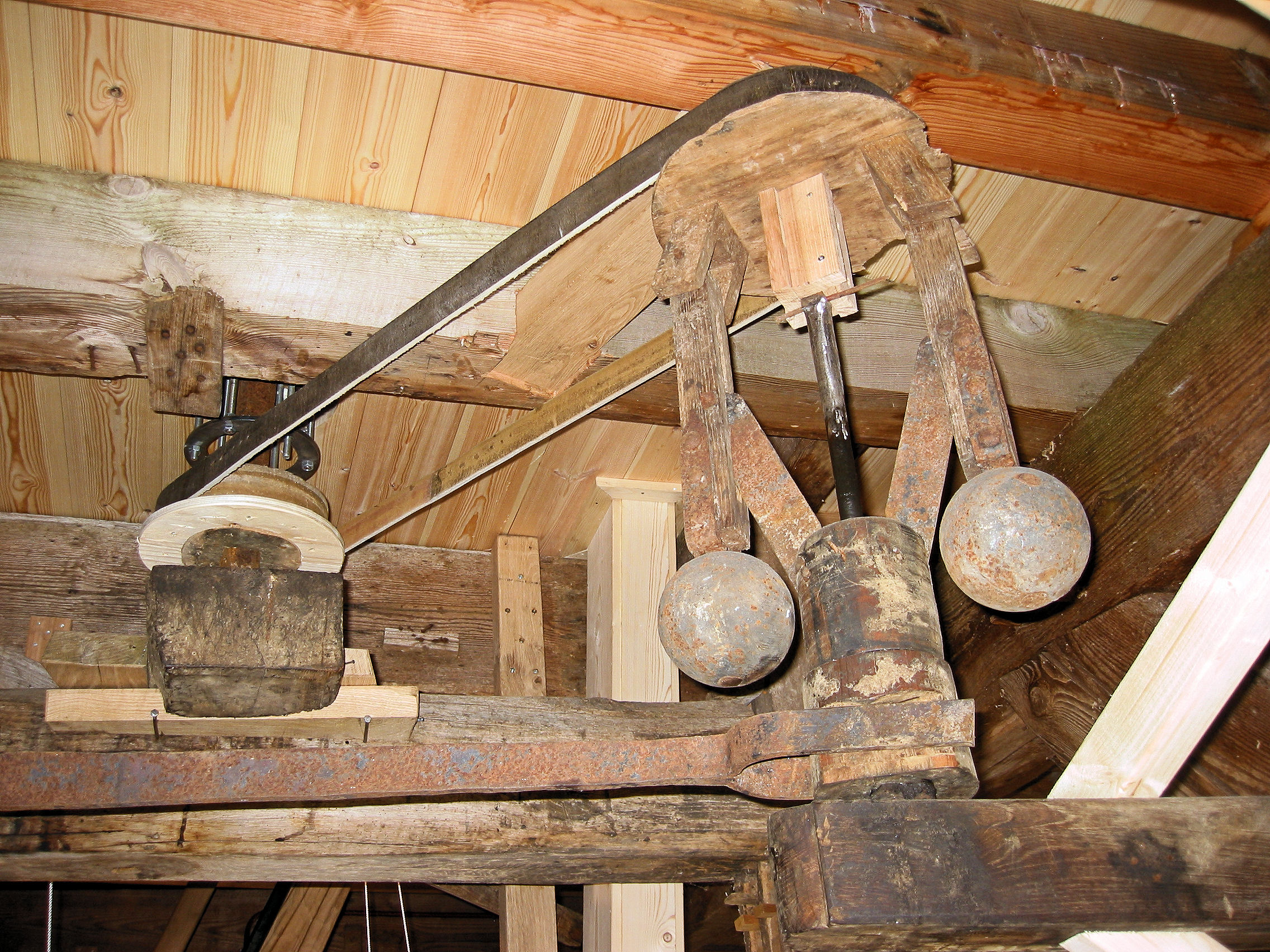
Regulateur van maalkoppel met balanceerrijn
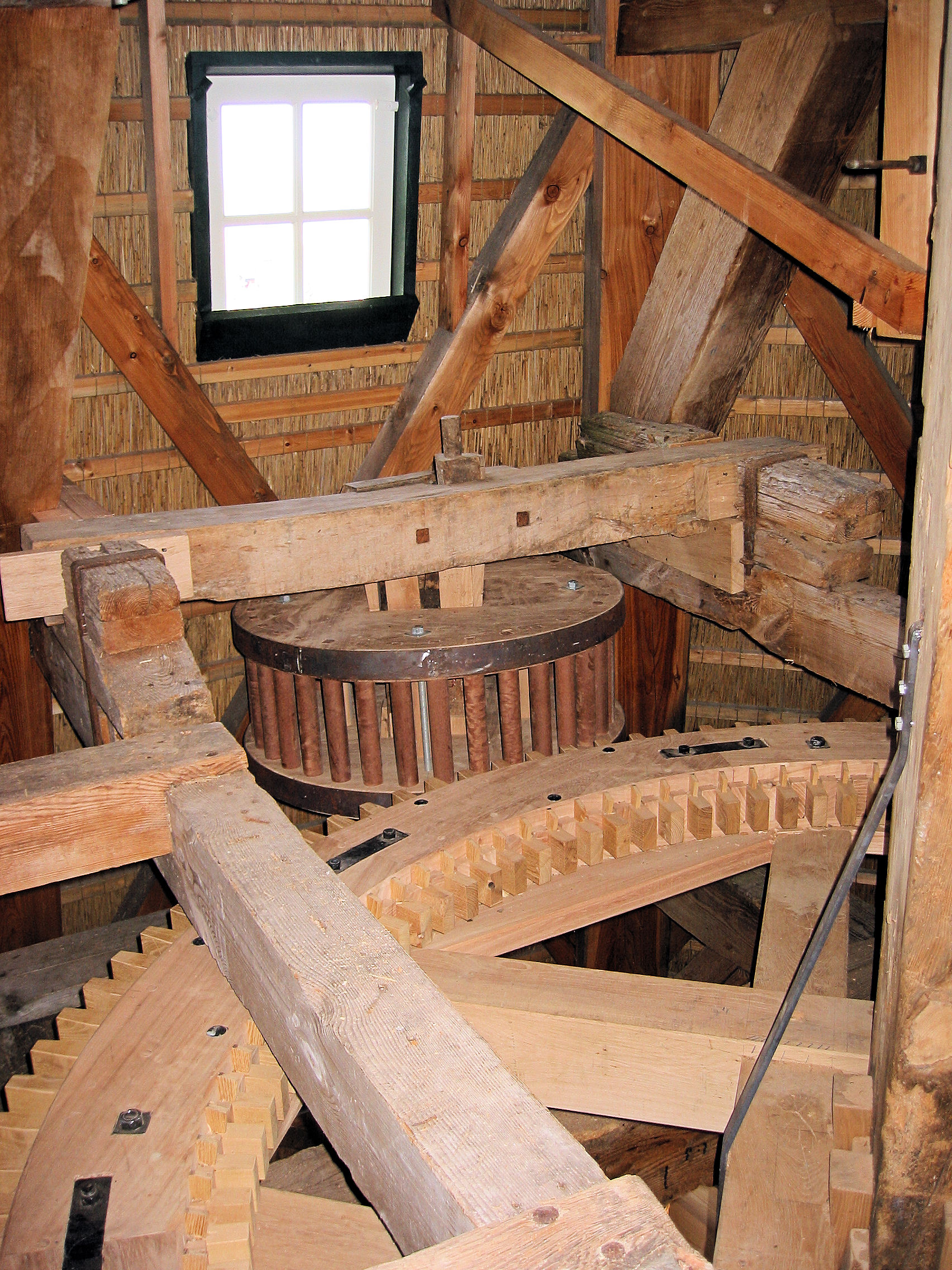
Aandrijving maalkoppel met balanceerrijn
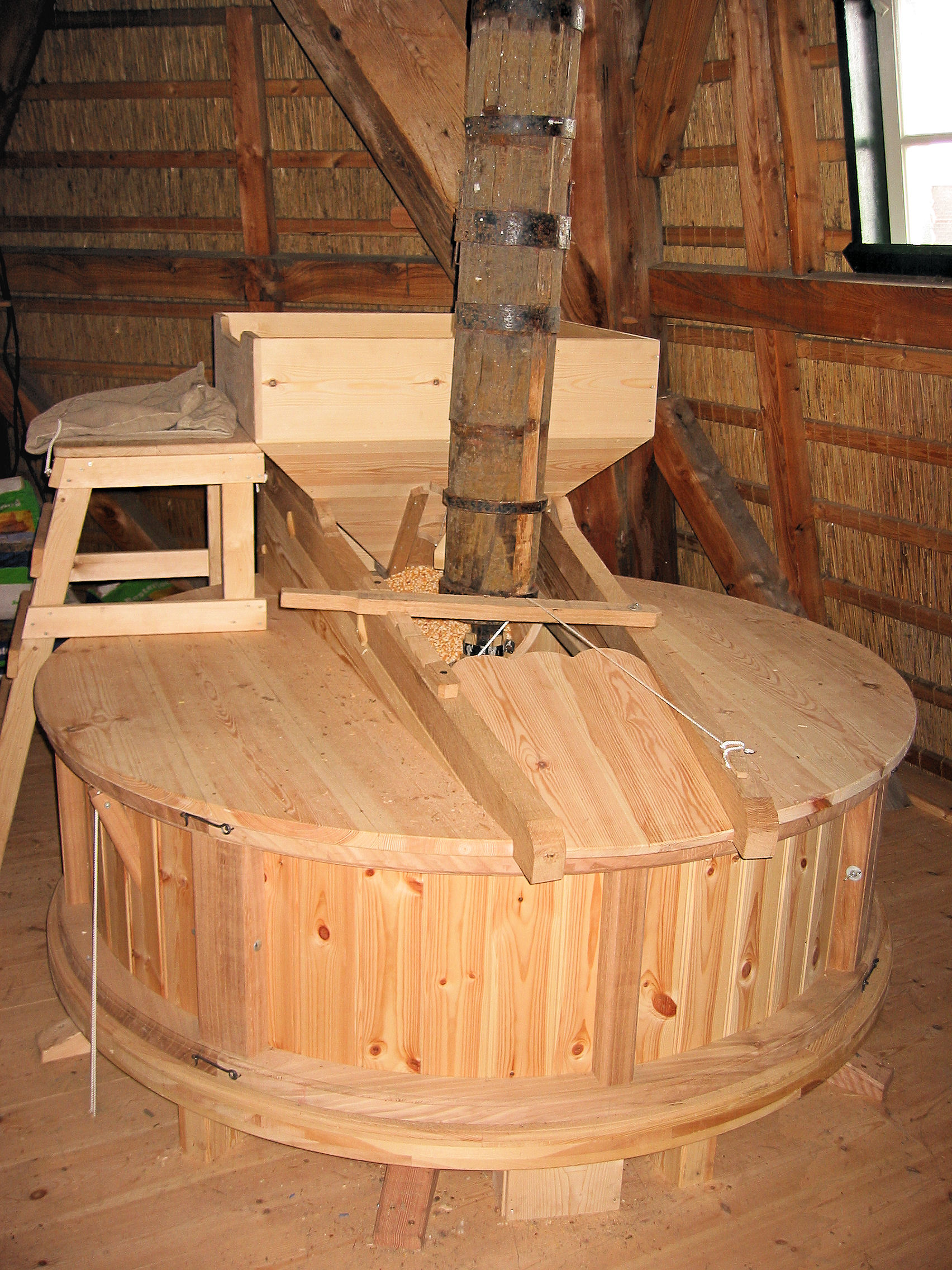
maalkoppel met vaste rijn
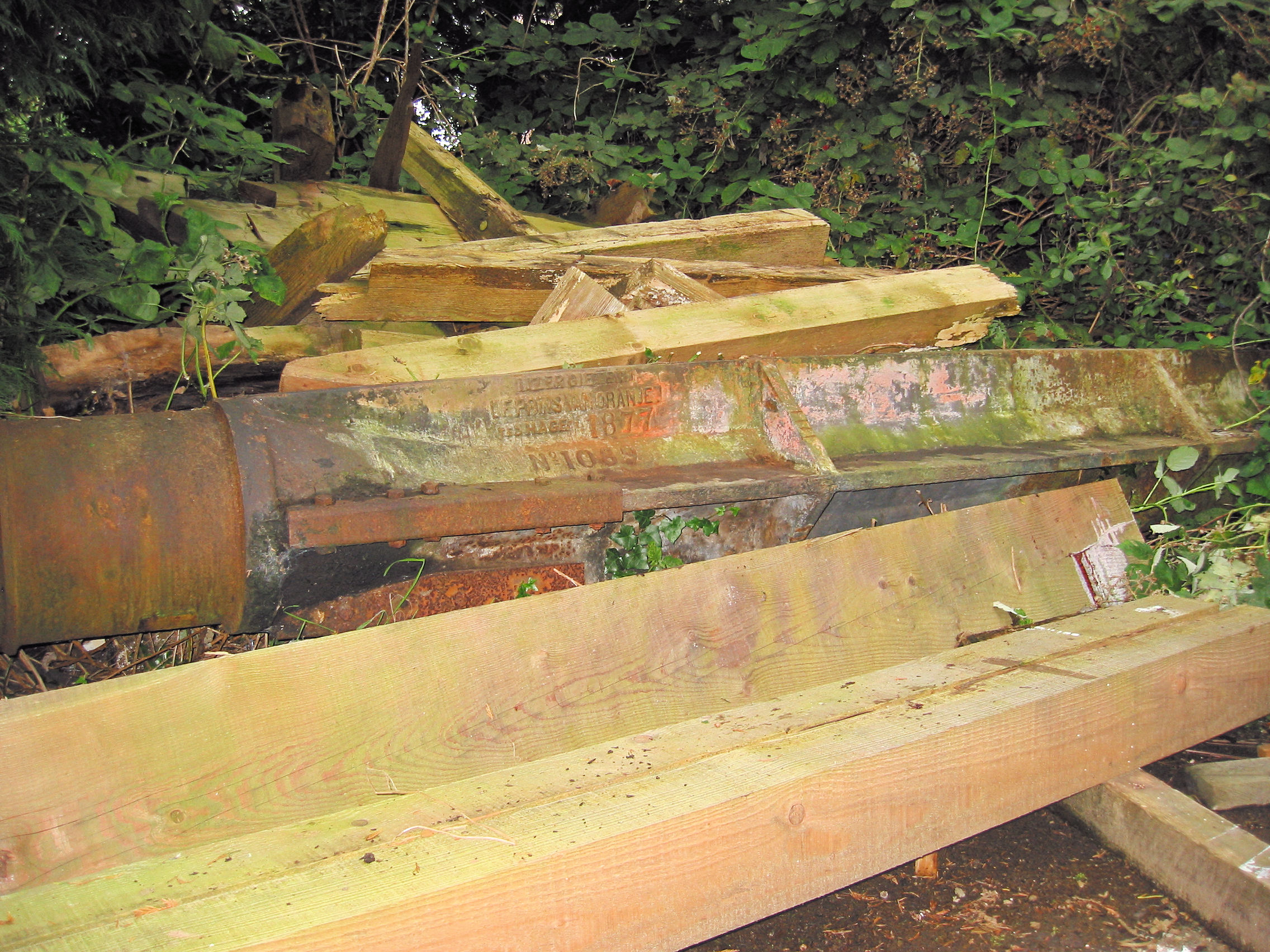
Oude, gerepareerde bovenas uit 1877
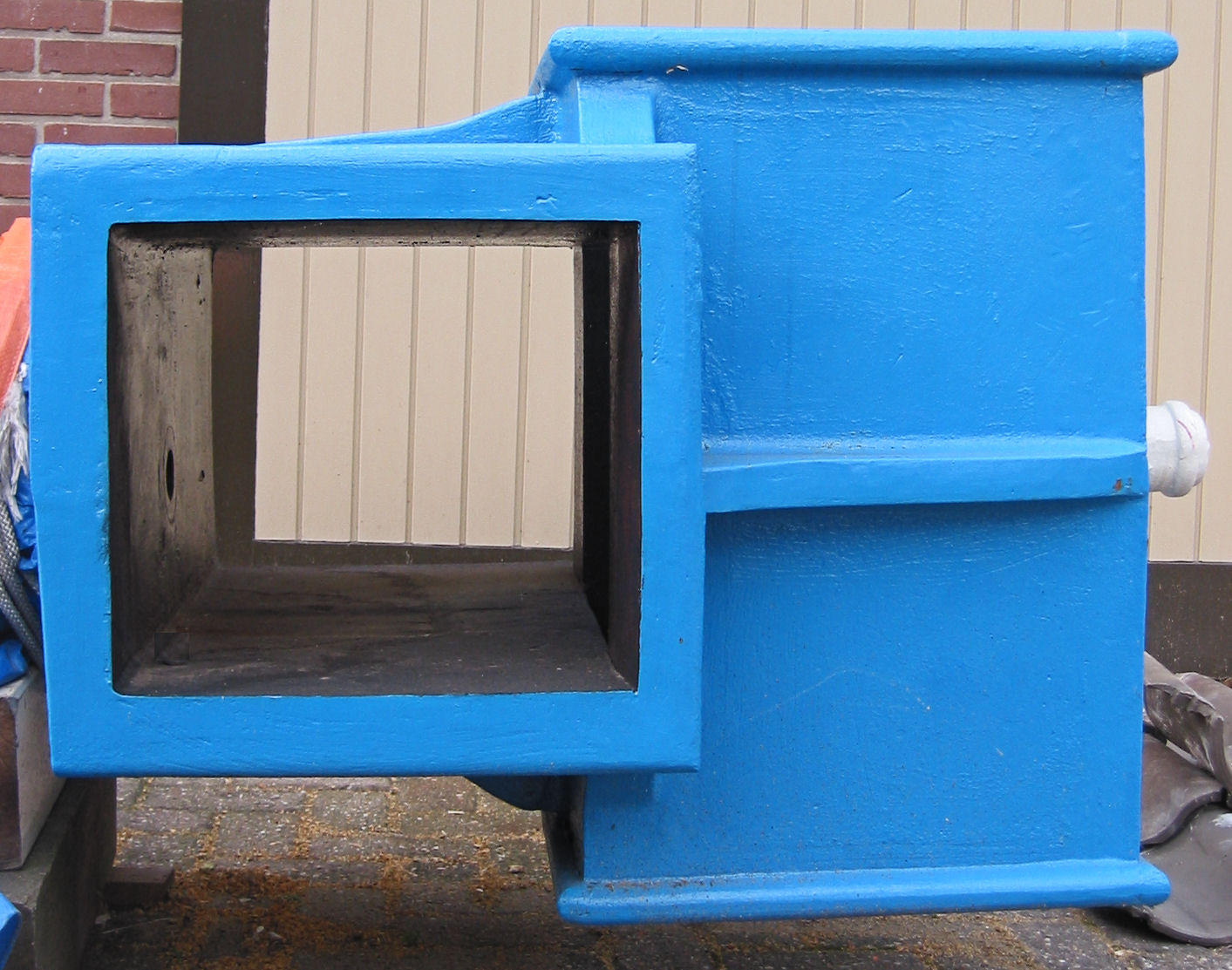
Nieuwe askop
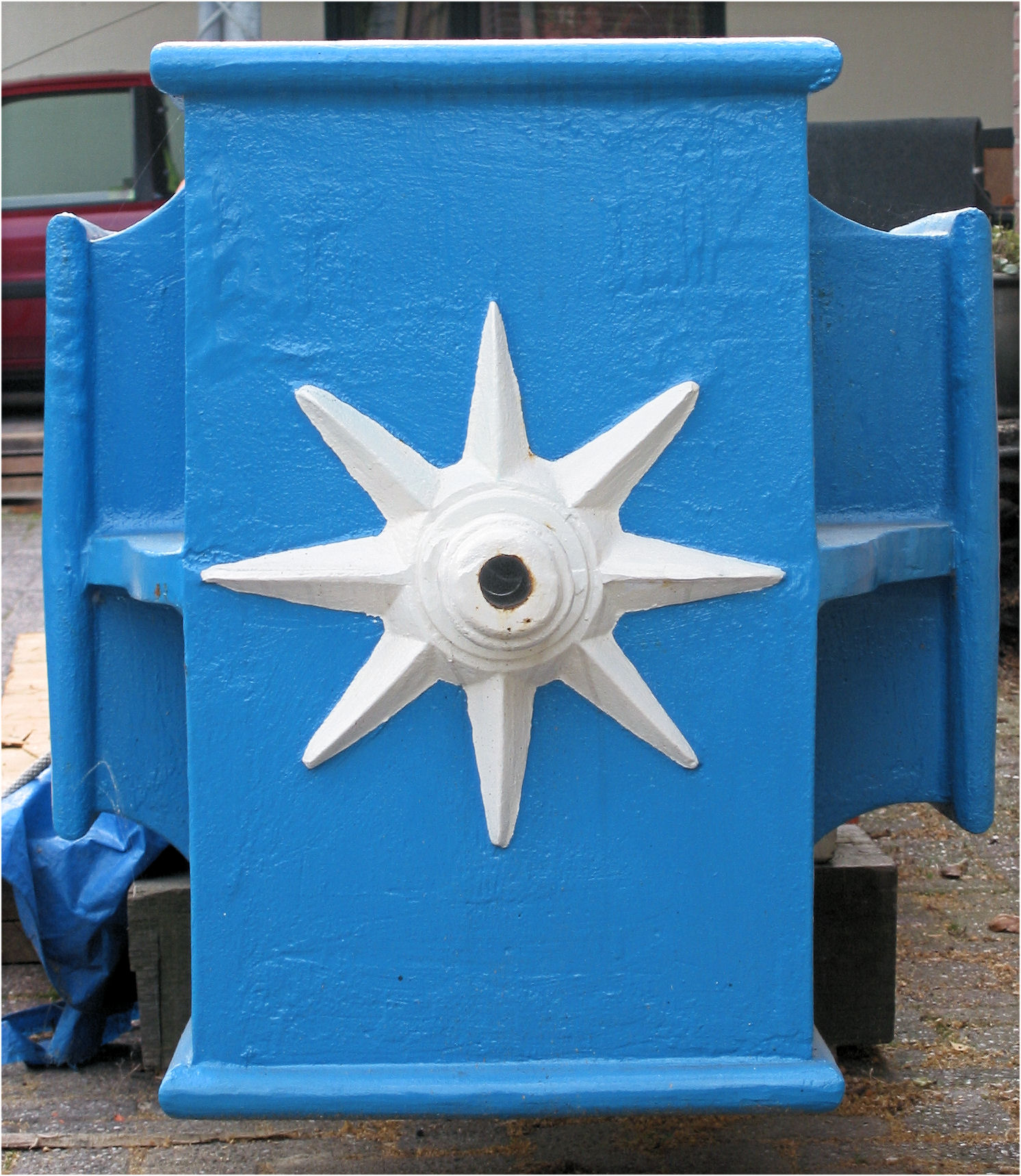
Doorboorde, nieuwe askop met walpen
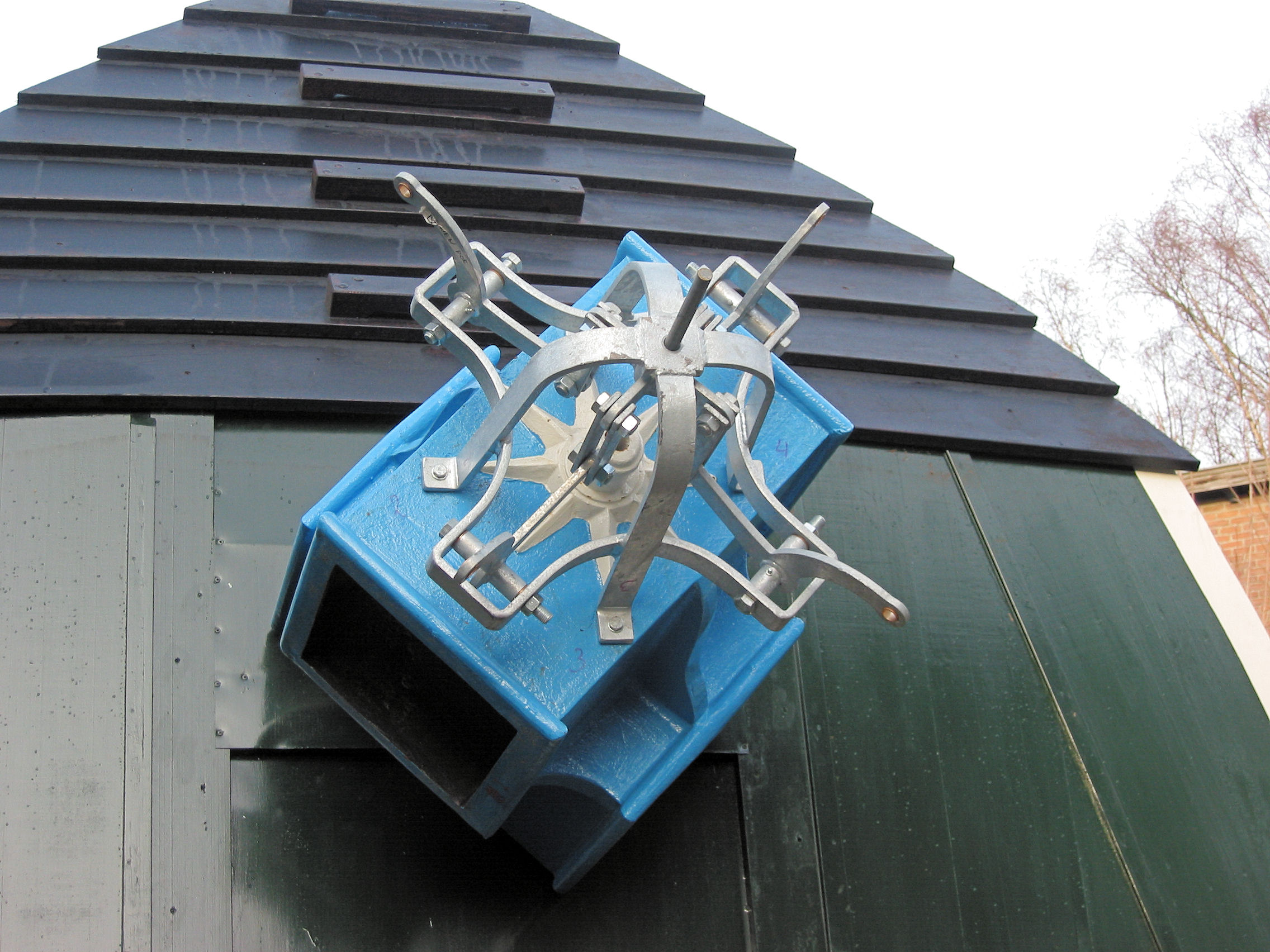
Zwichtkruis (spin) voor bediening remkleppen
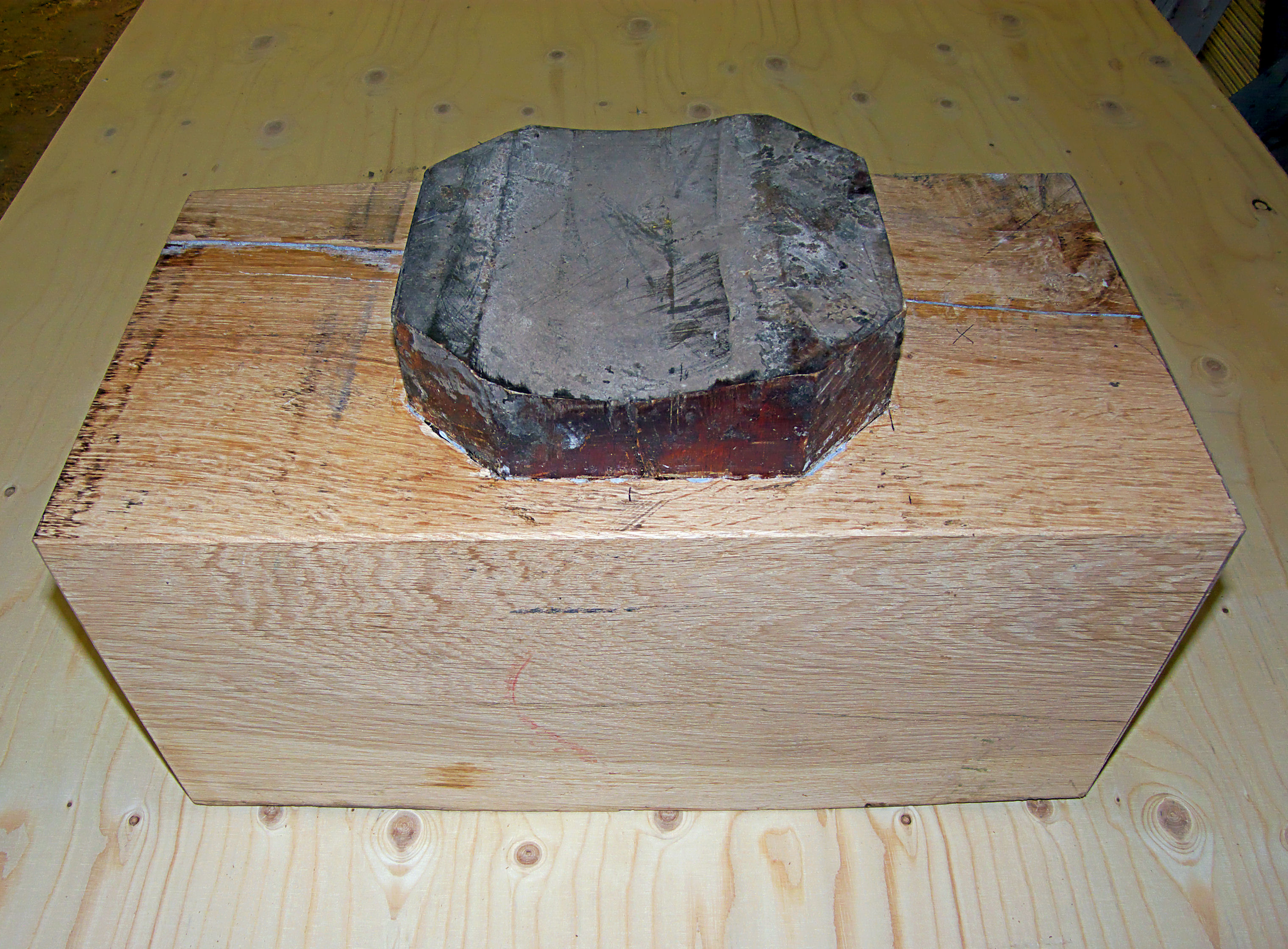
Pokhouten halslager
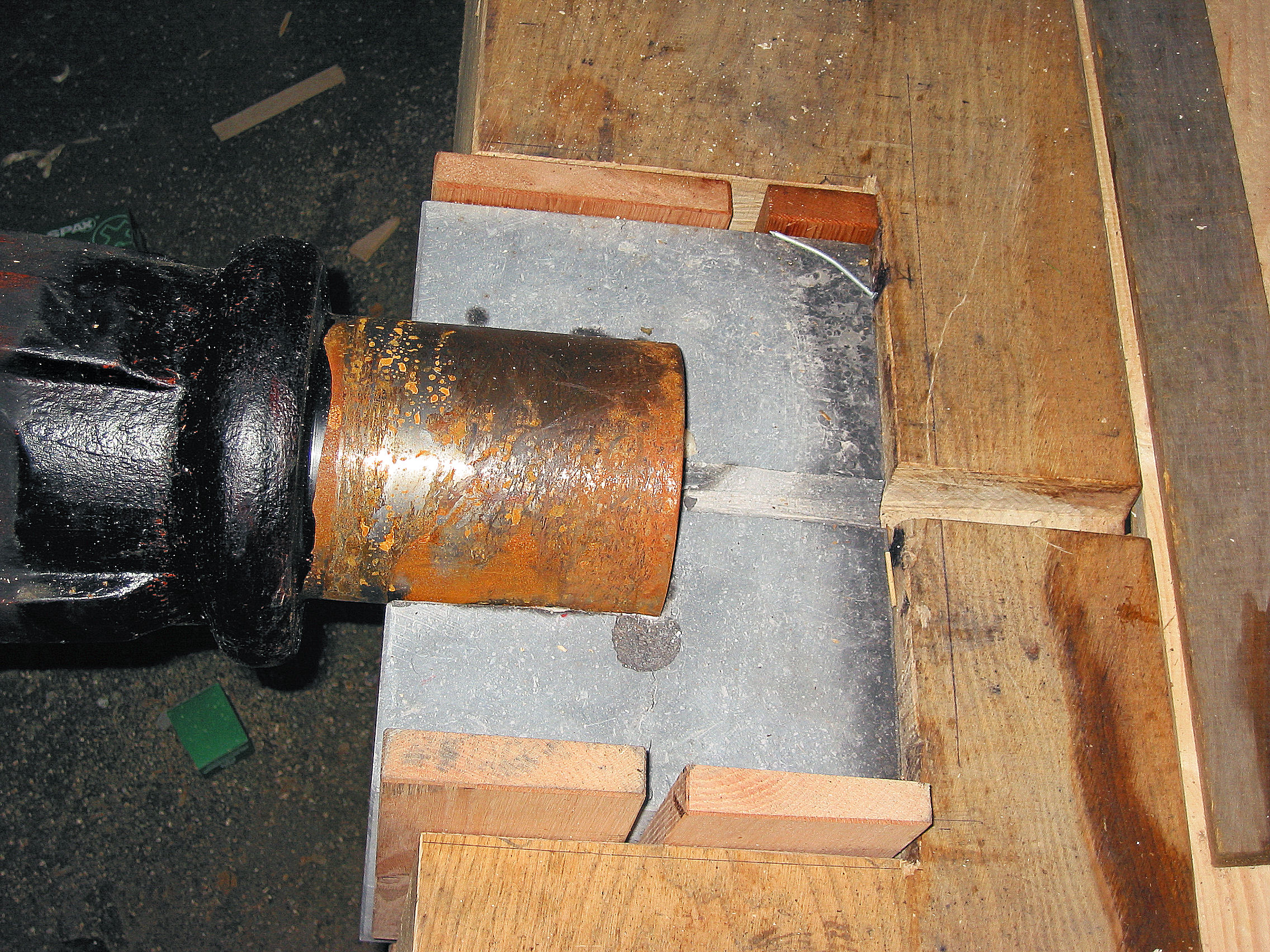
Penlager
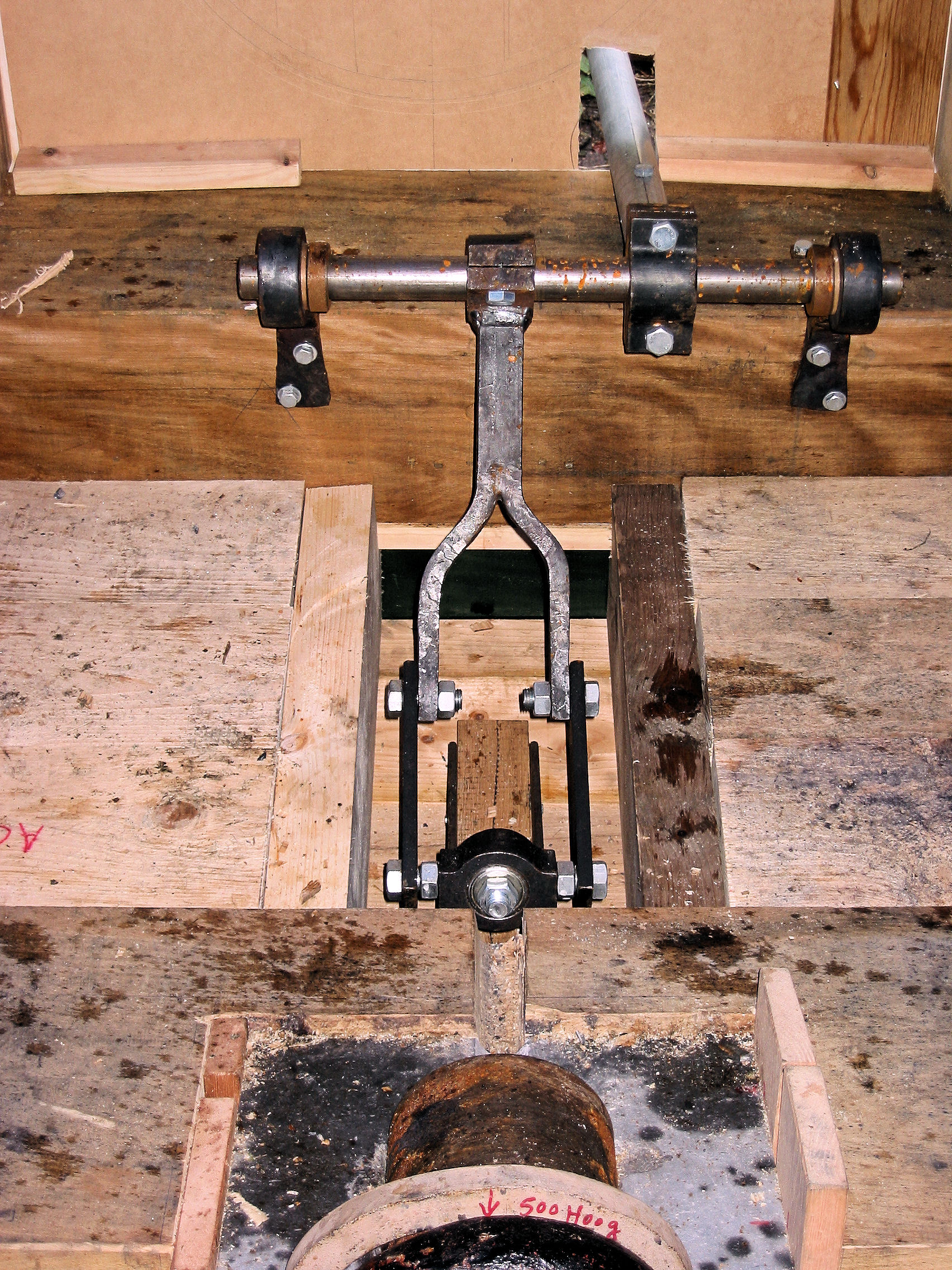
Hefboom bij achterkant bovenas voor bediening remkleppen
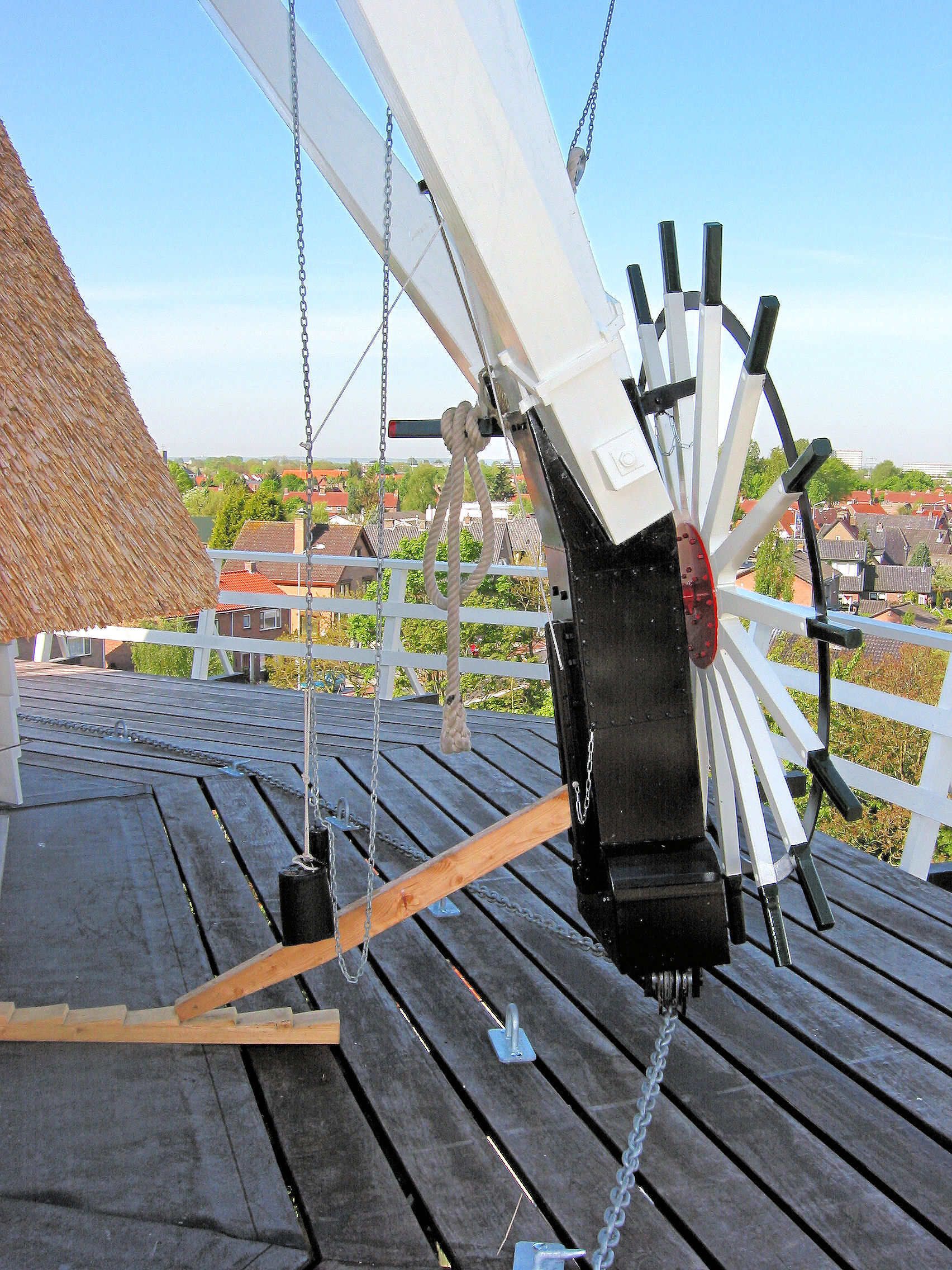
Staart met kruiwiel en ketting voor remkleppen
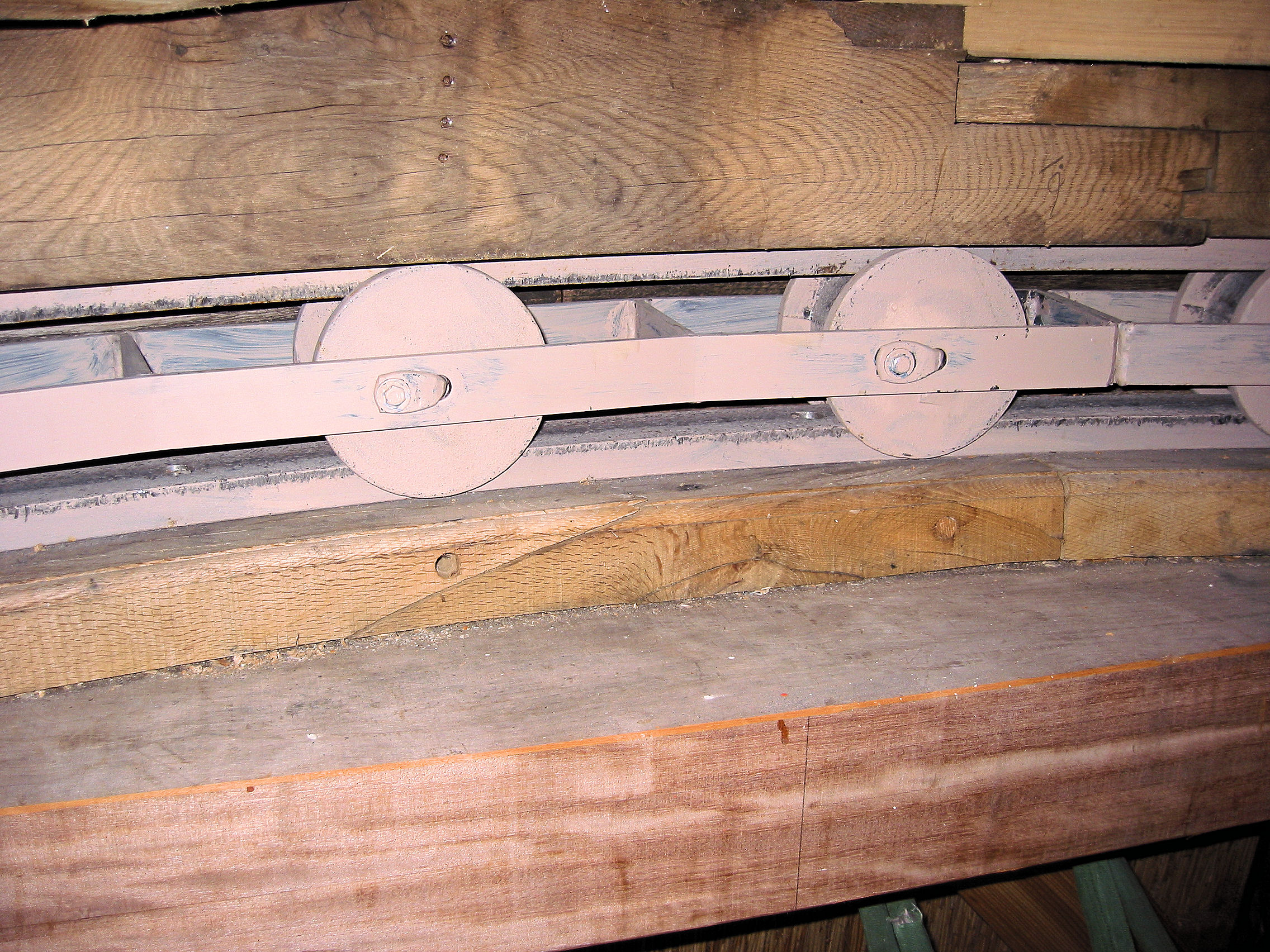
Engels kruiwerk